# Djemila
Djemila (de l'arabe : جميلة, « la belle » ; Ǧmila en berbère), anciennement Cuicul,
est une cité antique située sur le territoire de la commune éponyme de Djemila, dans la wilaya de Sétif, en Algérie. Le site de Djemila abrite les vestiges de l'antique Cuicul, cité romaine, classée patrimoine mondial par l'Unesco.

## Histoire
La colonie de Cuicul fut fondée sur un sol accidenté au nord de l'Algérie à la fin du Ier siècle (en 96) probablement par les vétérans de Nerva ; son nom est celui d’un village ou d’un lieu berbère qui n’avait pas encore été latinisé. C'est avant Timgad l'une des dernières colonies de déduction en Afrique romaine.
Sous les Antonins (96 à 192) la ville s’embellit d’un forum, d’un capitole, de plusieurs temples, d’une curie, d’un marché  et d’un théâtre. Avec la construction des grands thermes le règne de Commode marque l'extension de la ville vers le sud.
Sous les Sévères (192 à 235) de nouveaux quartiers s’organisent au sud du forum, autour d'une vaste place, de nouvelles rues sont tracées, et la ville devient peu à peu une cité où il fait bon vivre, où se développent de luxueuses demeures.
Vers le milieu du IIIe siècle, une crise économique faisant suite à de mauvaises récoltes paralysa le commerce et freina le développement de la ville.
L'Antiquité tardive voit Cuicul continuer une vie urbaine dynamique. Au IVe siècle, la conversion au christianisme de la population insuffla un regain d'activité et d'expansion urbanistique avec l'érection d'un quartier chrétien. Un baptistère et une basilique s'implantent à l'extrémité sud de la ville, une basilique civile est construite sur la place sévérienne. Les maisons luxueuses des notables ne cessent d'être développées atteignant des superficies considérables, s'équipant en thermes privés et se donnant des espaces de réceptions considérables (basiliques privées). La maison d'Europe ou celle de Castorius révèlent cet art de vivre des riches notables locaux et ont conservé un important décor de mosaïque.
Cuicul est occupée en 431 par les Vandales qui y persécutent les chrétiens jusqu’à leur départ après les accords conclus avec Genséric en 442.
Lorsque la ville fut reconquise par les Byzantins, elle retrouva un semblant de stabilité et d’activité, mais tomba dans l’oubli à la fin du VIe siècle.
C'est en 1909, après la construction d'une voie d'accès, que des fouilles méthodiques furent entreprises par le service des Monuments Historiques. Mme de Cresolles, archéologue, a dirigé le dégagement des ruines jusqu'en 1941. Mlle Y. Allais, qui a résumé l'histoire de la ville, lui succéda en 1942 jusqu'à sa retraite en 1956.
Au vu de l'état de conservation des ruines, la ville a été classée au patrimoine mondial de l'humanité en 1982.

## Le site

Localisation de Cuicul dans l'Afrique romaine.

Cuicul est érigée à 900 mètres d'altitude sur un site d'importance stratégique, à la croisée des routes nord-sud (N/S) d'Igilgili à Lambèse et est-ouest (E/O) de Cirta à Sitifis.
Bâtie sur une dorsale montagneuse entourée de ravins, la ville était d'accès difficile donc facile à défendre et la surveillance, à partir des sommets alentour, en était aisée.
En raison de l'étroitesse de l'éperon sur lequel elle est construite, la cité, édifiée sur un plan incliné, a une configuration grossièrement triangulaire de 365 mètres de hauteur, sur une superficie d'environ 80 000 m2. Elle se compose de trois parties : la vieille cité ou quartiers nord; la nouvelle cité ou quartiers sud et le quartier dit "chrétien" au sud-est.
Ces dernières années ont vu la réalisation d'un musée, que l'on rejoint à partir des quartiers sud par une allée bordée d'arbres et de prairies, près de l'entrée du parc archéologique situé dans la partie la plus basse de la ville de Djemila.

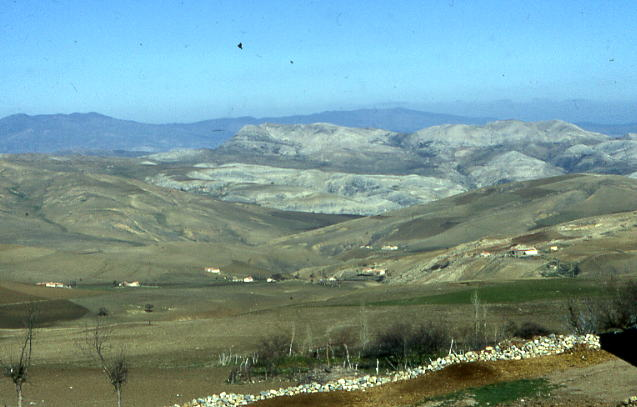
Autour de Djemila.
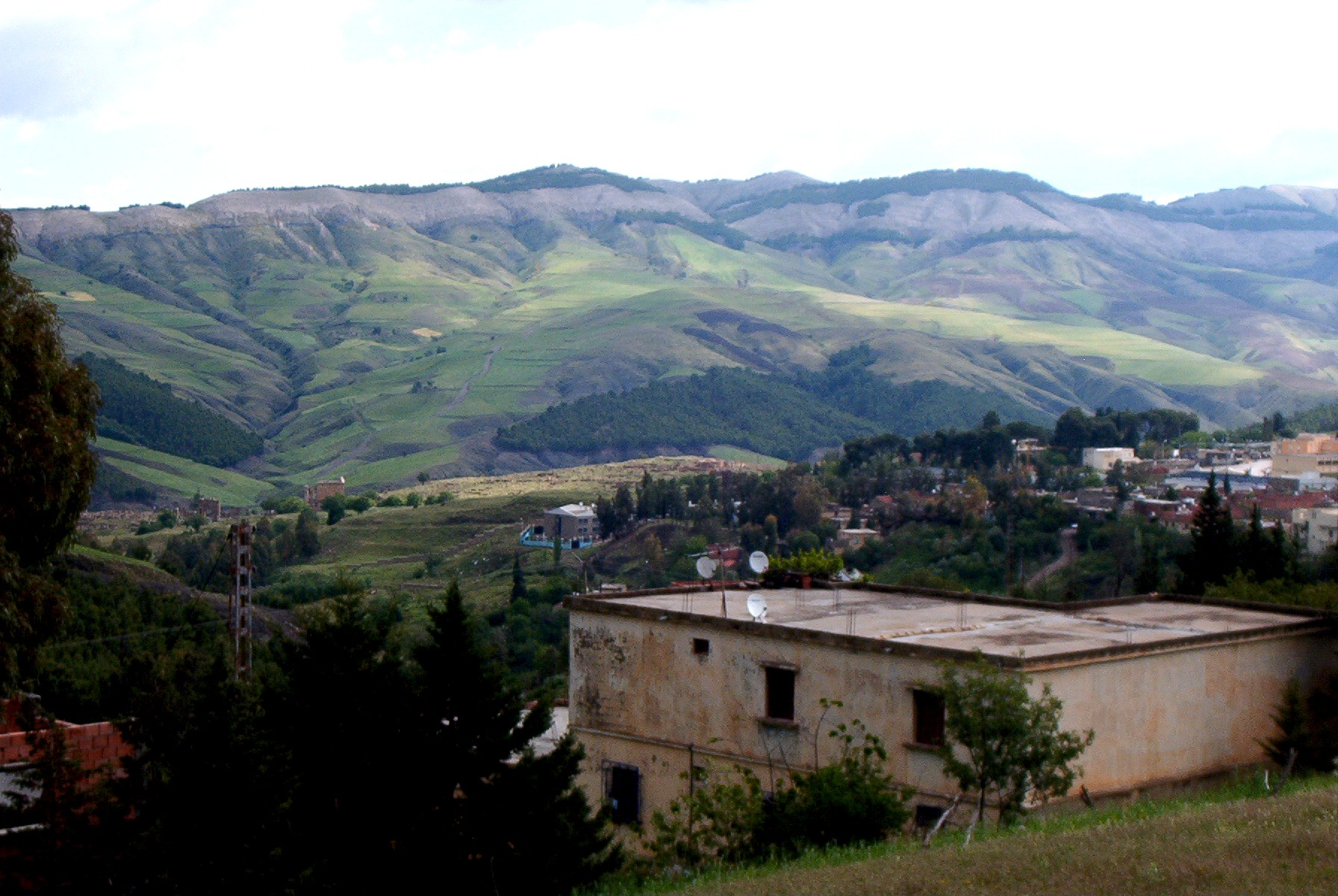
Le village de Djemila au premier plan et les ruines de Cuicul au loin.
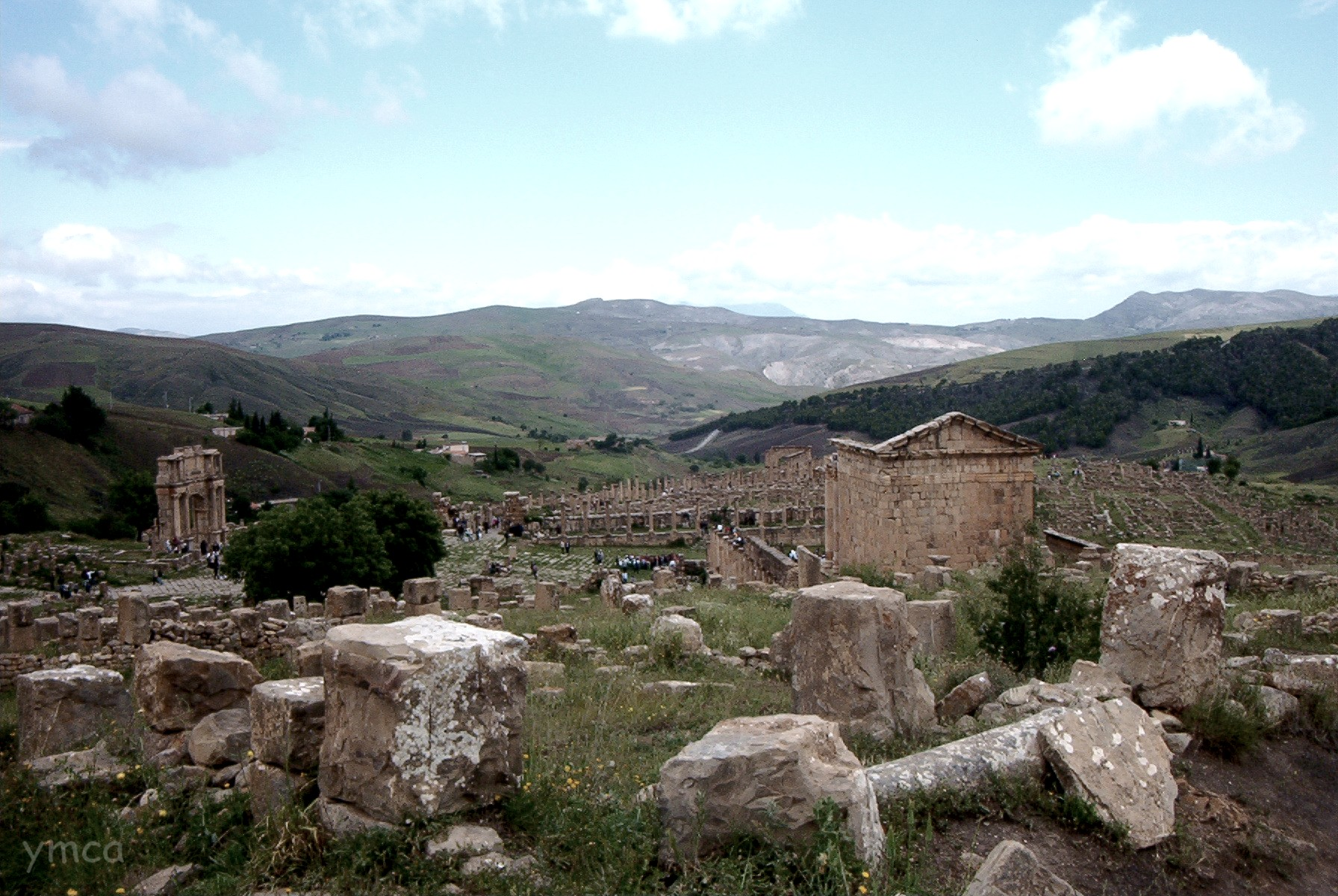
Vue générale S/N.

## Les monuments
Les édifices de Cuicul sont décrits dans l'ordre chronologique de leur édification, mais aussi de leur situation géographique en remontant le cardo, depuis la porte d'Igilgili au nord, jusqu'aux thermes, après avoir traversé la porte sud et la place Sévérienne.

### La vieille cité

#### Lecardo maximus
Le cardo maximus, qui se confond avec la route de Lambèse, présente une situation excentrée épousant le rebord occidental de l'éperon. À hauteur du forum, il croise le decumanus maximus. Le pavage est remarquablement conservé, mais quelques dalles brisées permettent de voir les canalisations d'eaux usées. Les piliers et colonnes bordant le cardo portaient à l'époque une toiture qui abritait les passants.
Dans la galerie ci-dessous, les vues successives remontent le cardo du nord au sud :

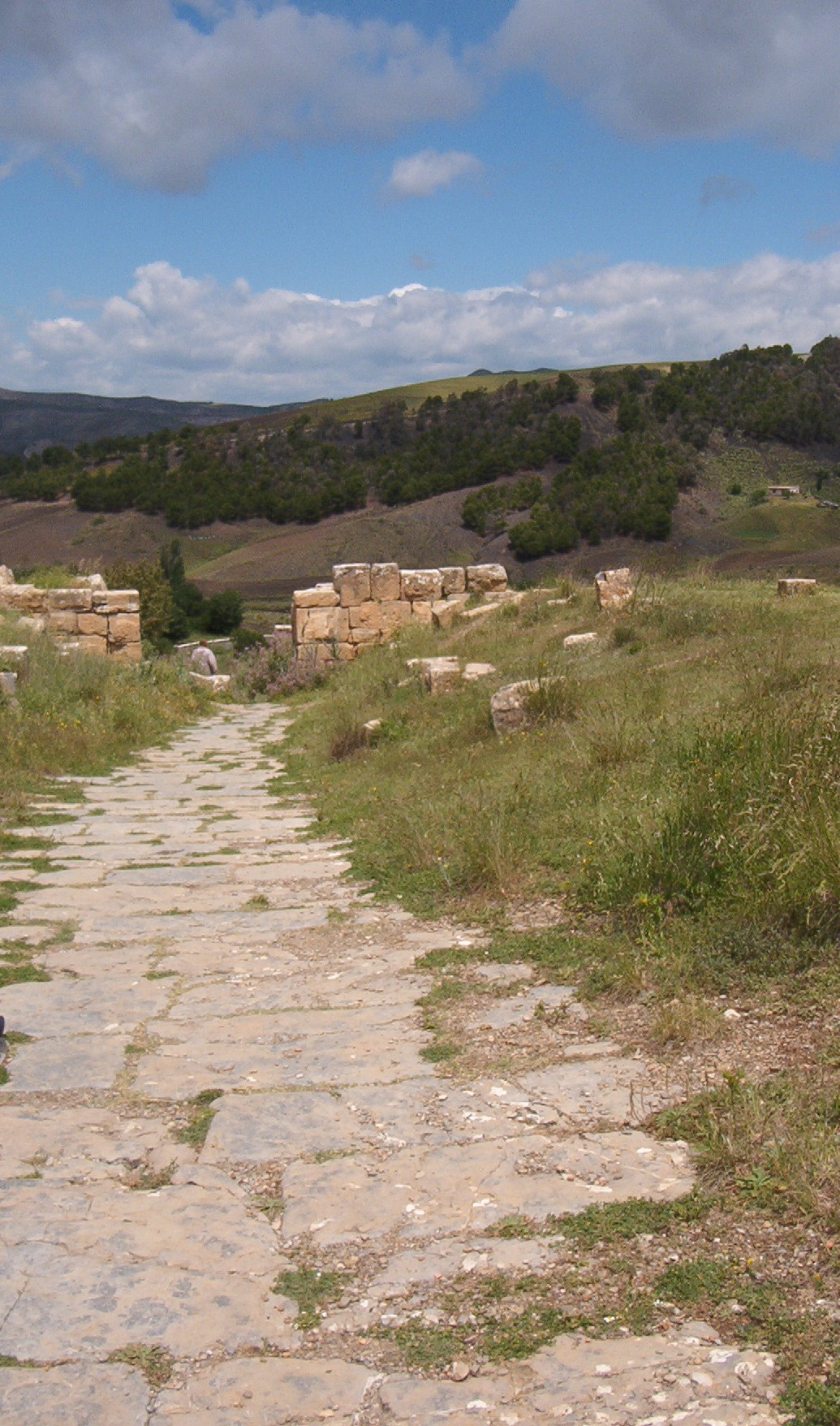
La porte nord ou porte d'Igilgili (Jijel), vestige de l'enceinte primitive.
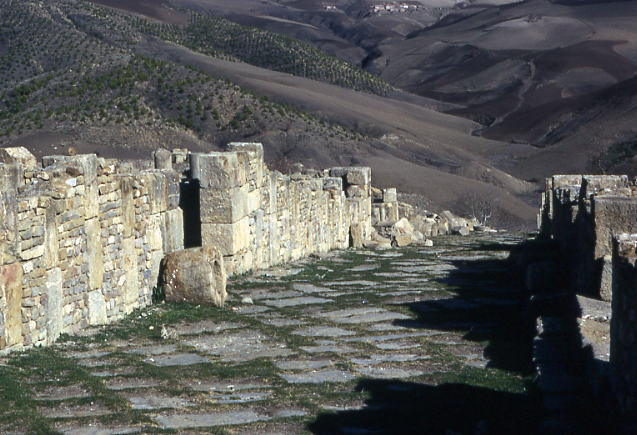
Le cardo à son extrémité septentrionale.
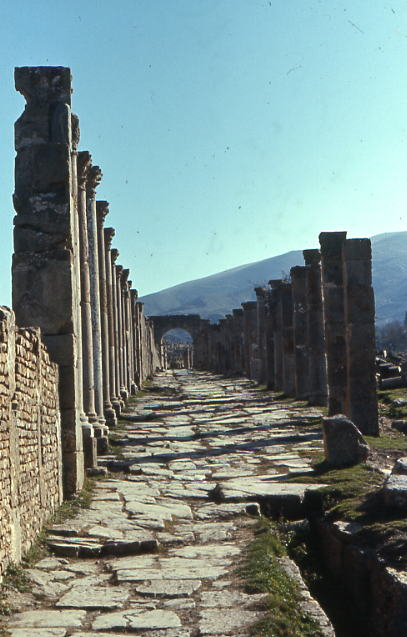
Le cardo à hauteur de la maison d'Europe.
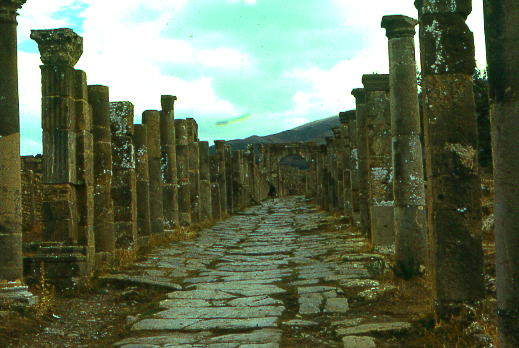
Le cardo maximus près du marché.
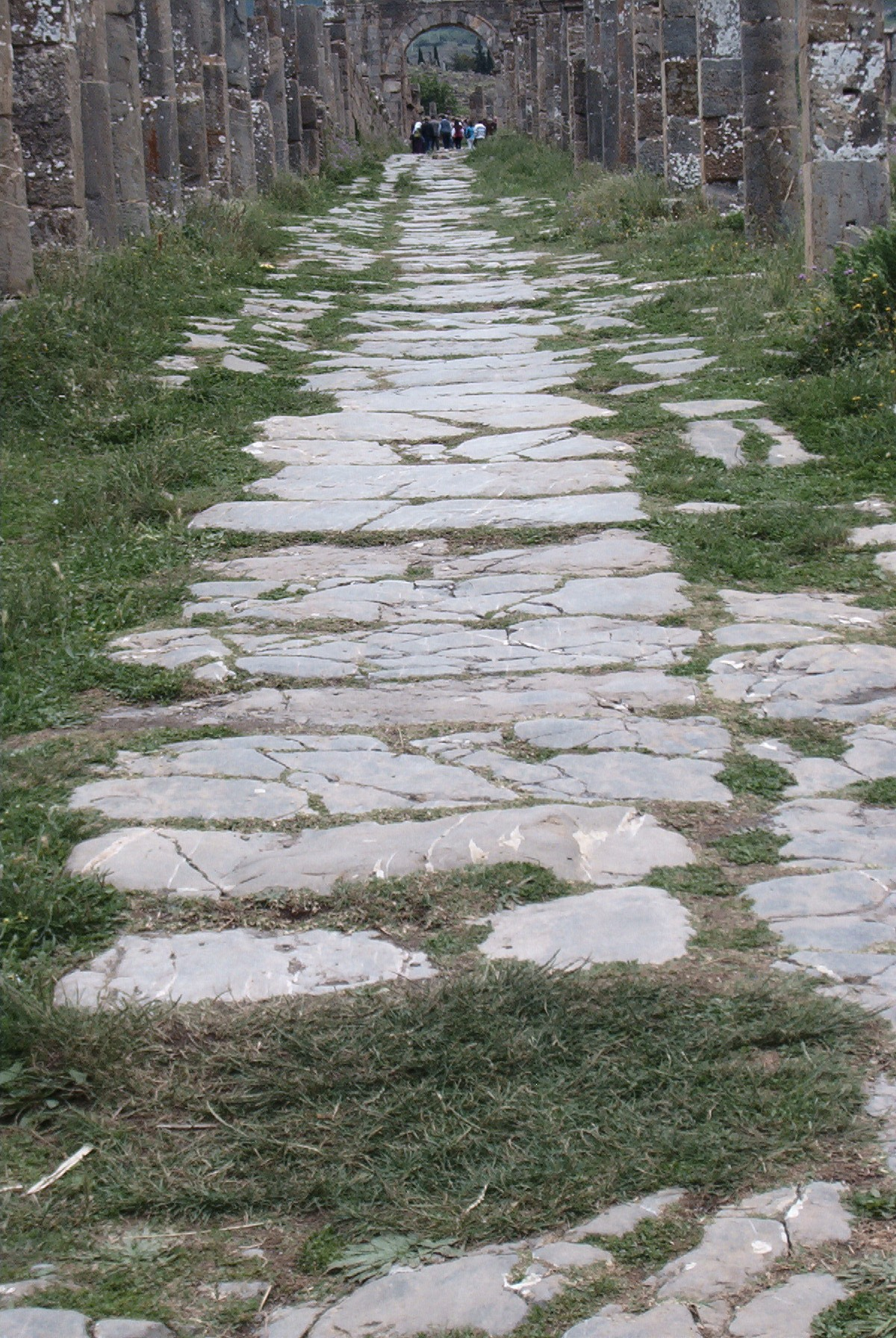
Pavage du cardo.
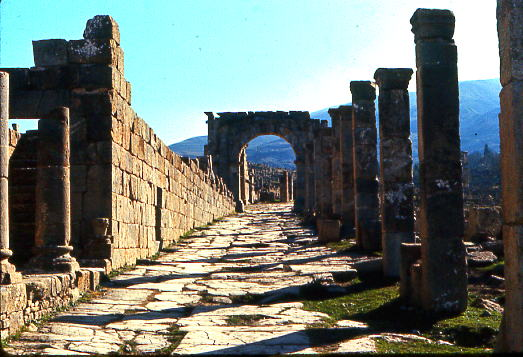
Cardo maximus : à gauche, dans le mur, entrée de la prison.
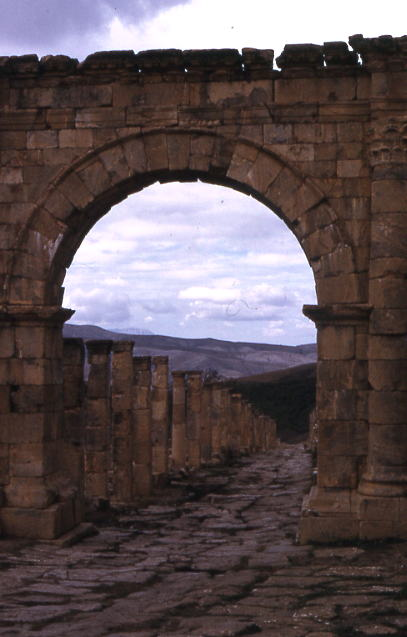
L'arc qui enjambe le cardo aux abords du forum.
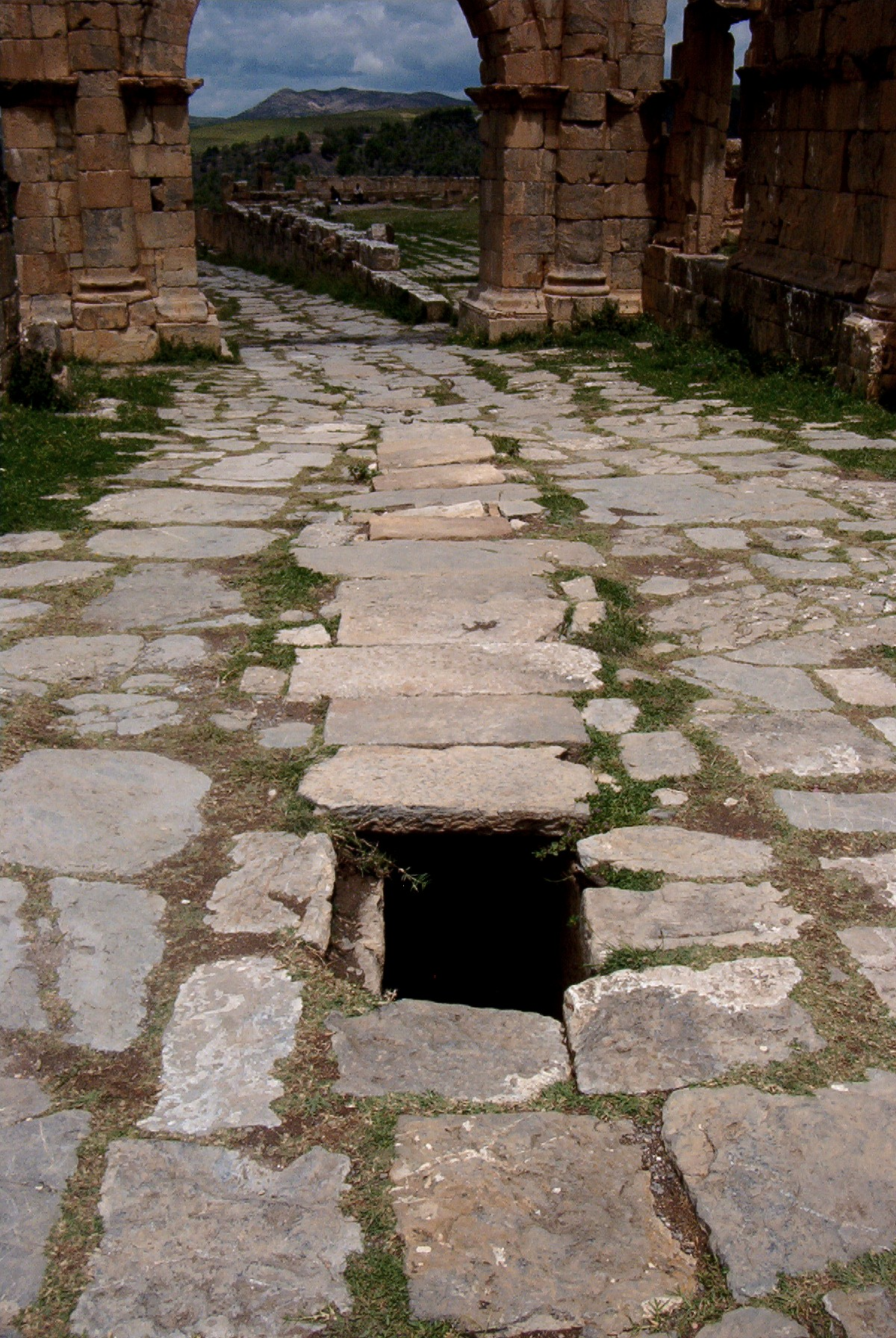
Lucarne sur les égouts.

#### Le forum
Le forum était la place publique où les citoyens se réunissaient pour marchander et traiter des affaires de la cité. Situé à la croisée du cardo et du decumanus, le forum a une superficie de 2 000 m2. Il a conservé son dallage régulier. Il était autrefois entouré de portiques et de statues sur leur piédestal, dont il ne reste aujourd'hui que les colonnades qui le délimitent au sud. Au centre du forum se trouve un vaste autel monumental de la seconde moitié du IIIe siècle orné de bas-reliefs.
À Cuicul, le forum a été conçu comme un complexe architectural regroupant un ensemble de bâtiments publics administratifs et religieux : au nord, le Capitole et le marché ; au sud, le temple de Venus Genetrix ; à l'ouest, la basilique judiciaire et la prison ; à l'est, la Curie.

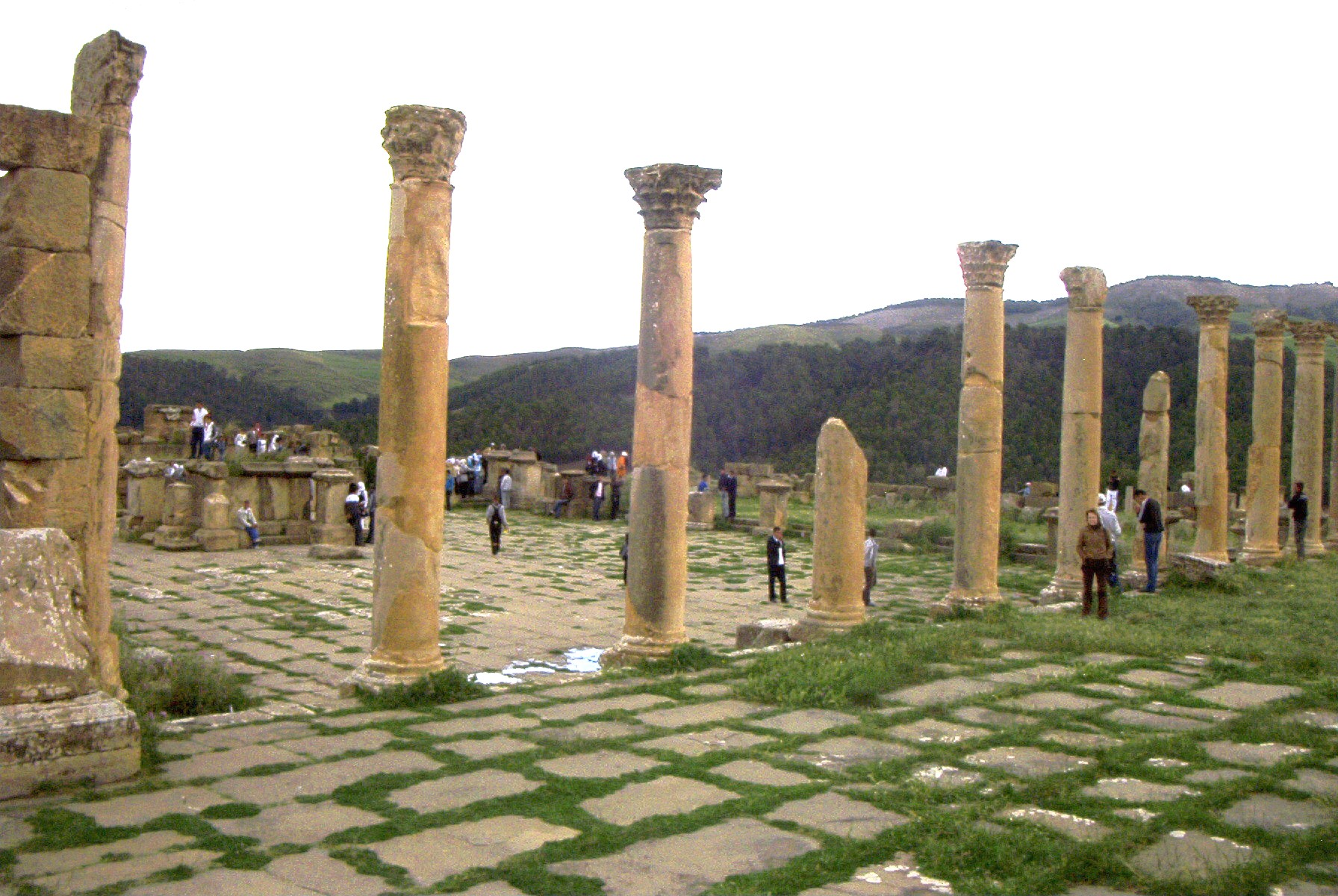
Vue générale du forum.
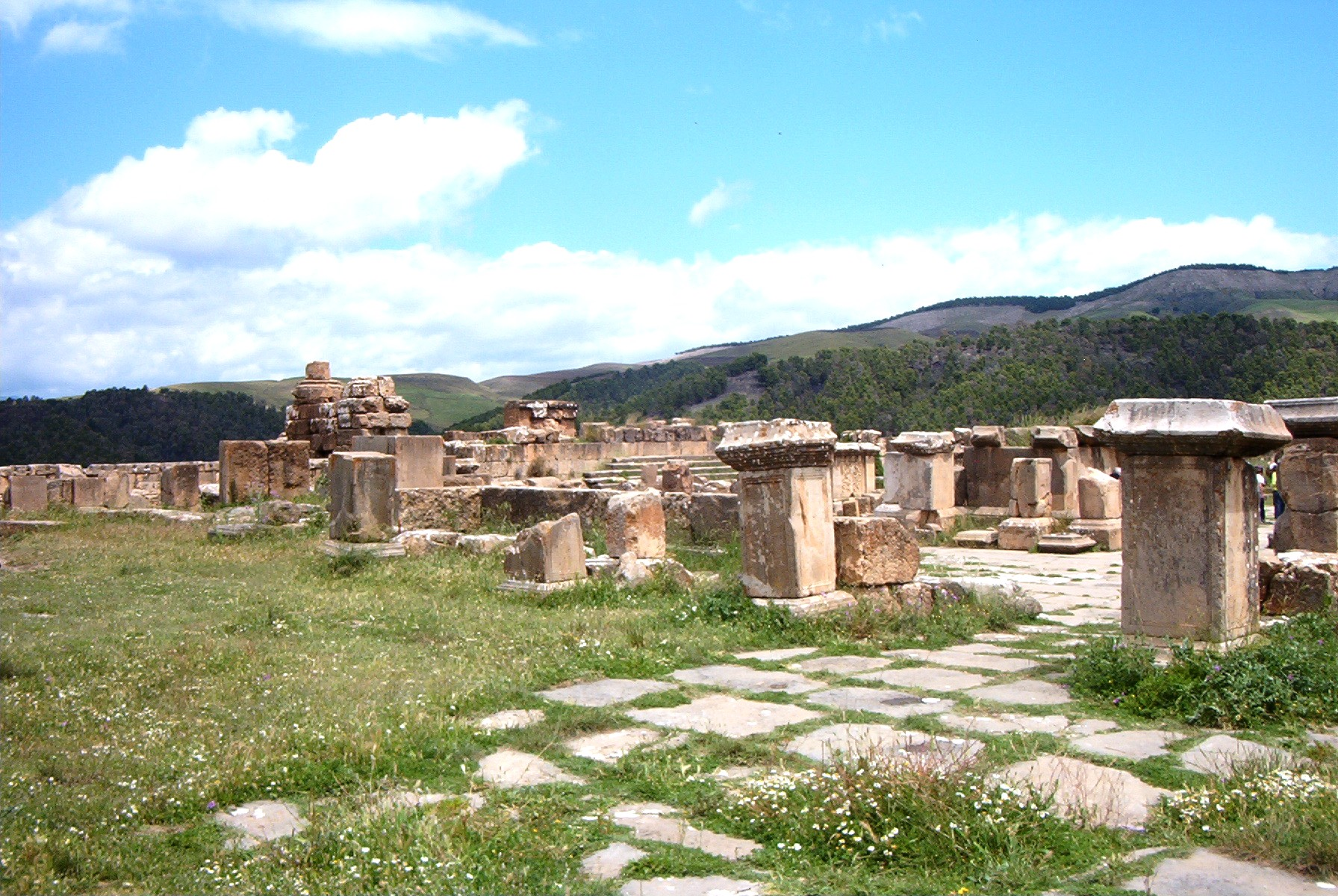
La basilique judiciaire et le forum.
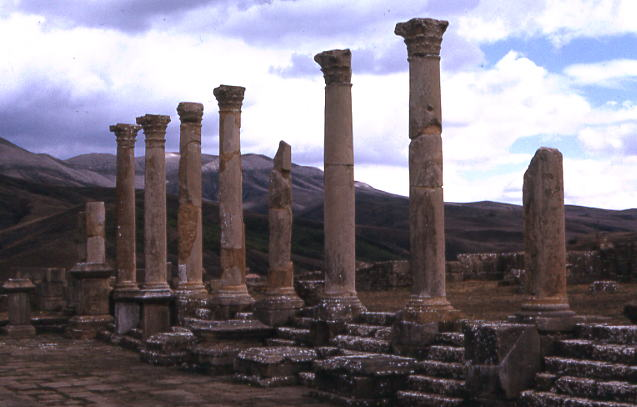
Colonnade du forum.

#### La Curie
La Curie est située au nord-est du forum, à proximité du Capitole. Tout comme la basilique civile, c'est aujourd'hui un vaste quadrilatère nu, bordé de blocs de taille. Dans l'Antiquité, la Curie était revêtue de placage d'onyx et son sol était pavé de marbre rouge.

#### Le Capitole
Le Capitole est consacré aux cultes de Jupiter, Junon et Minerve. Situé au nord-est du forum, c'est le centre religieux et politique de Cuicul. Il est de forme carrée et constitué de six pièces. L'autel des sacrifices subsiste en avant de l'escalier d'accès au sanctuaire : ses énormes colonnes de 14 mètres de haut se sont écroulées sur le forum.

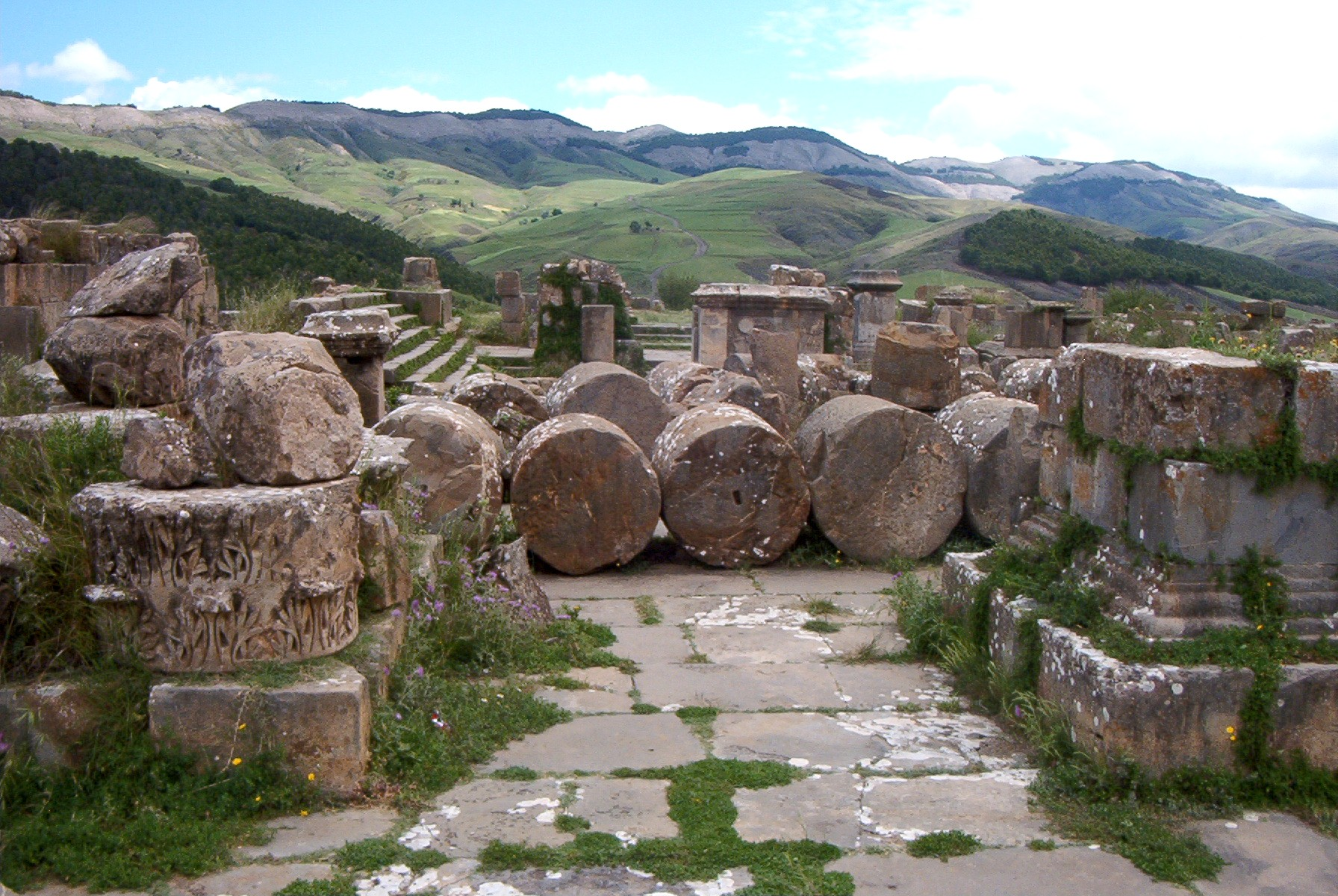
Colonnades du Capitole dispersées sur le sol du forum. En face de l'escalier, l'autel des sacrifices.
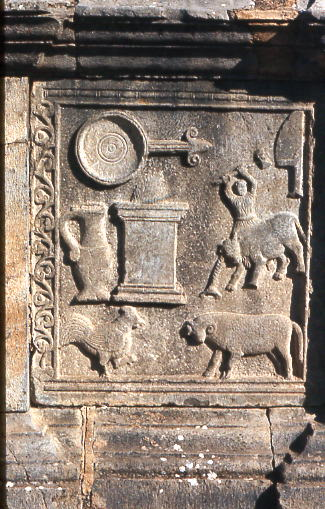
Autel du Capitole : scène de sacrifice.
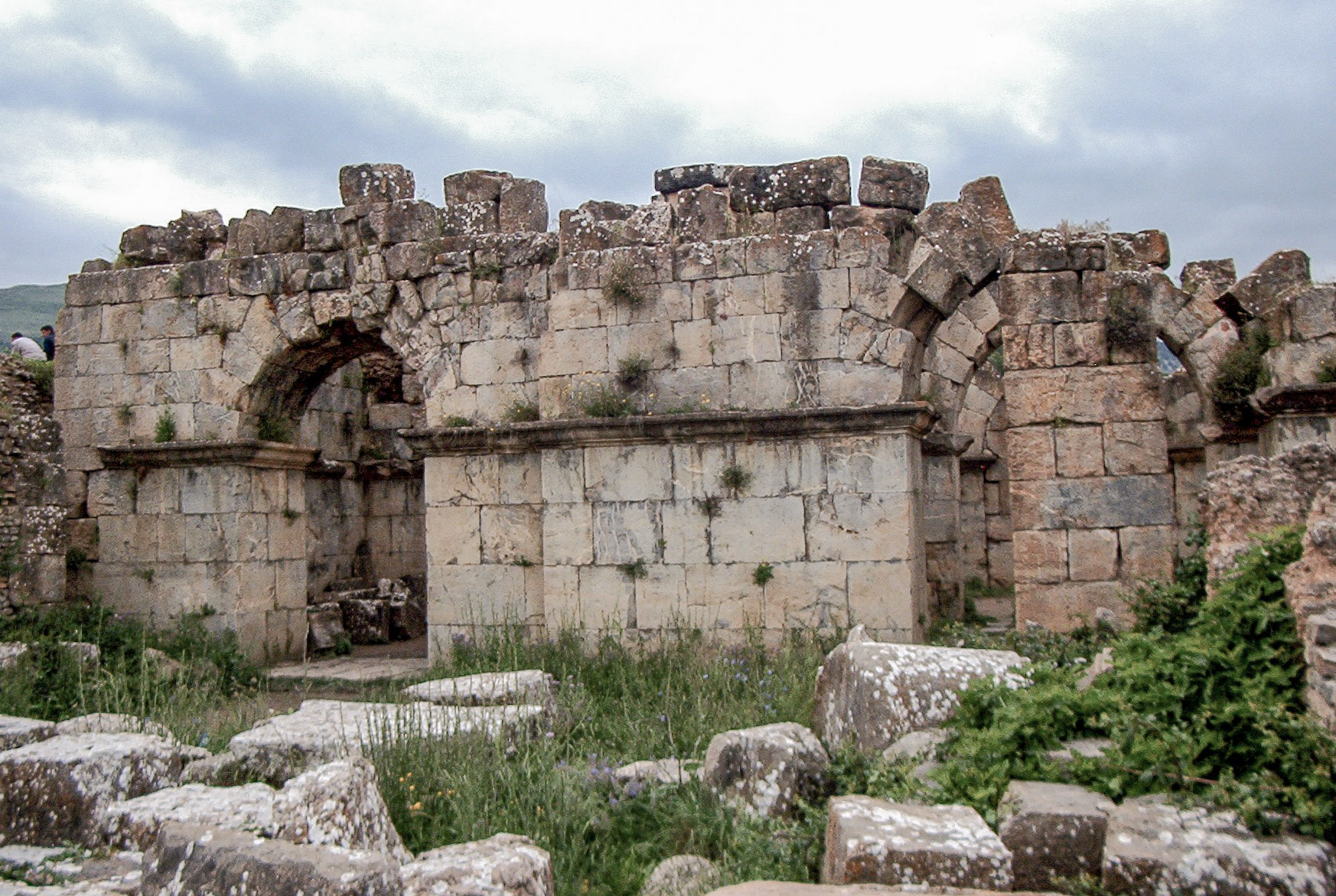
Entrée latérale est du Capitole.

#### Le marché de Cosinius
Le macellum est l'un des monuments les plus évocateurs de la ville. Une plaque commémorative nous apprend que le marché fut offert à la ville par un riche citoyen du nom de Lucius Cosinius Primus.
C'est une halle rectangulaire de 28 × 23 mètres de côté, attenante au Capitole. On y accède par une porte qui donne sur une cour à ciel ouvert entourée d'un portique dont seules les colonnes en marbre ont survécu. Au centre, vestiges d'une fontaine hexagonale sculptée sur laquelle on peut lire deux inscriptions dédicatoires à Mercure, dieu du commerce. Sous le portique, on recense 17 boutiques dont l'accès est barré par un comptoir en pierre. Entre les colonnes, du côté sud, une tablette de pierre ornée de sculptures, qui comporte trois cavités rectangulaires de tailles différentes, servait à la mesure du grain et des liquides.

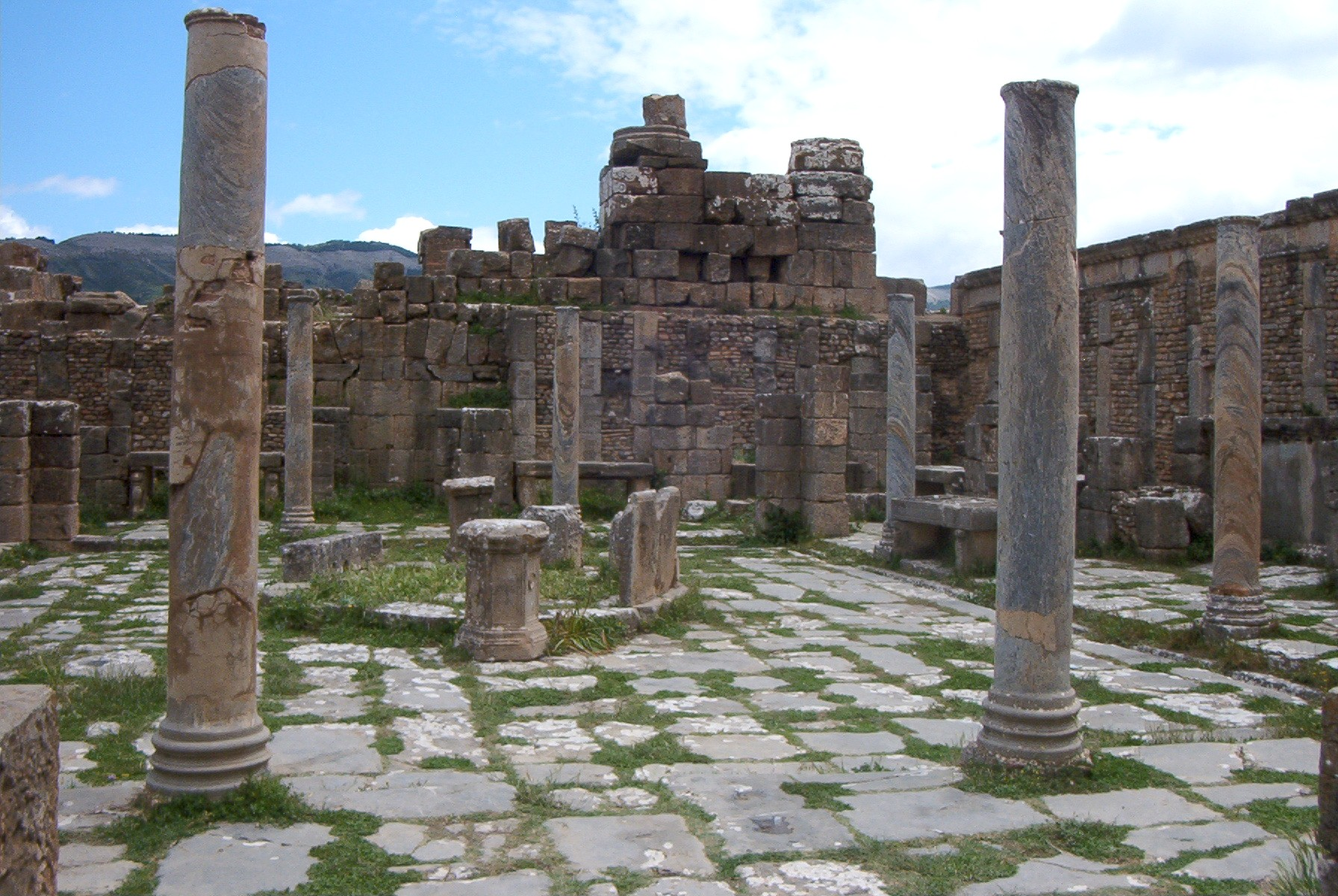
Le marché.
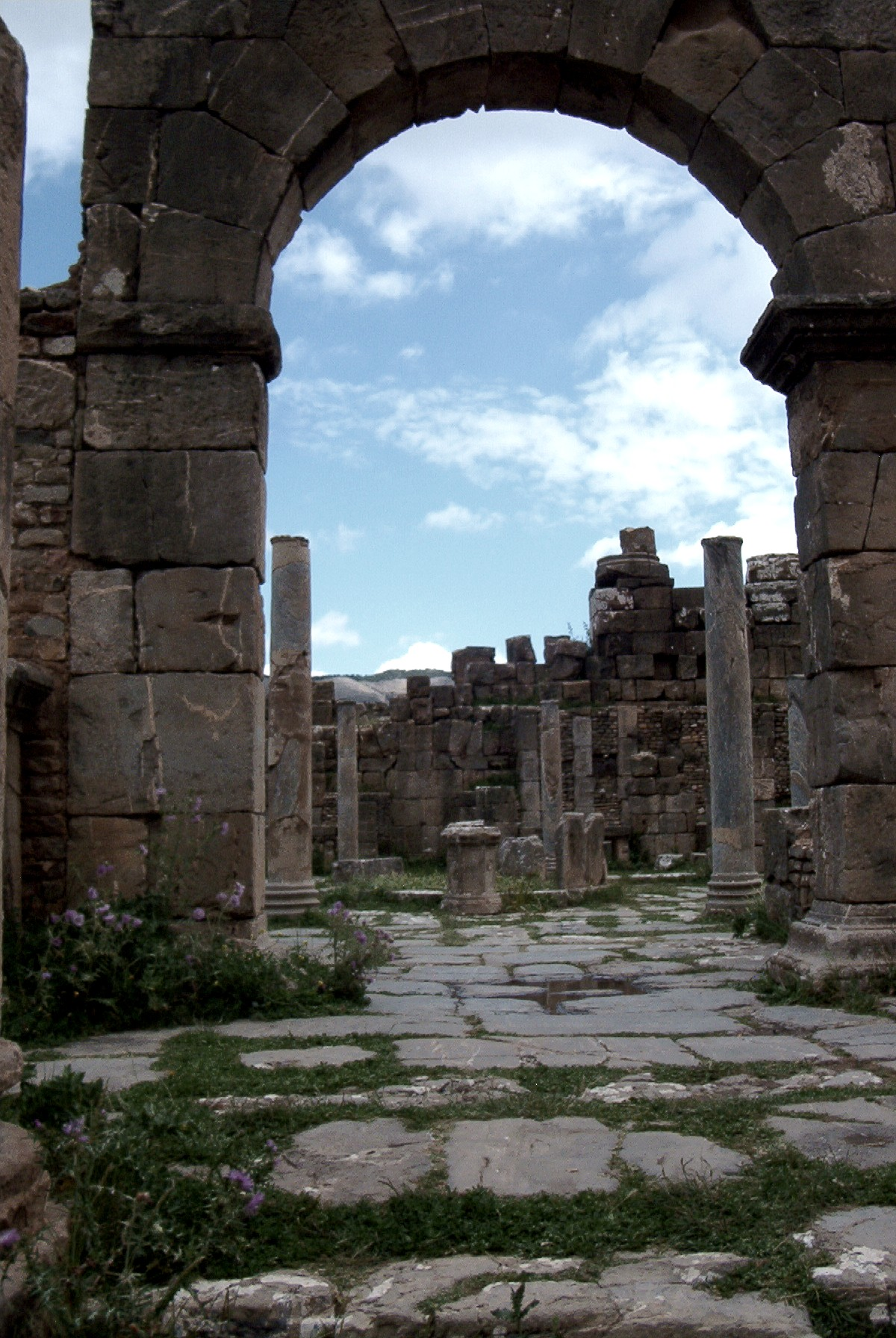
Entrée du marché.
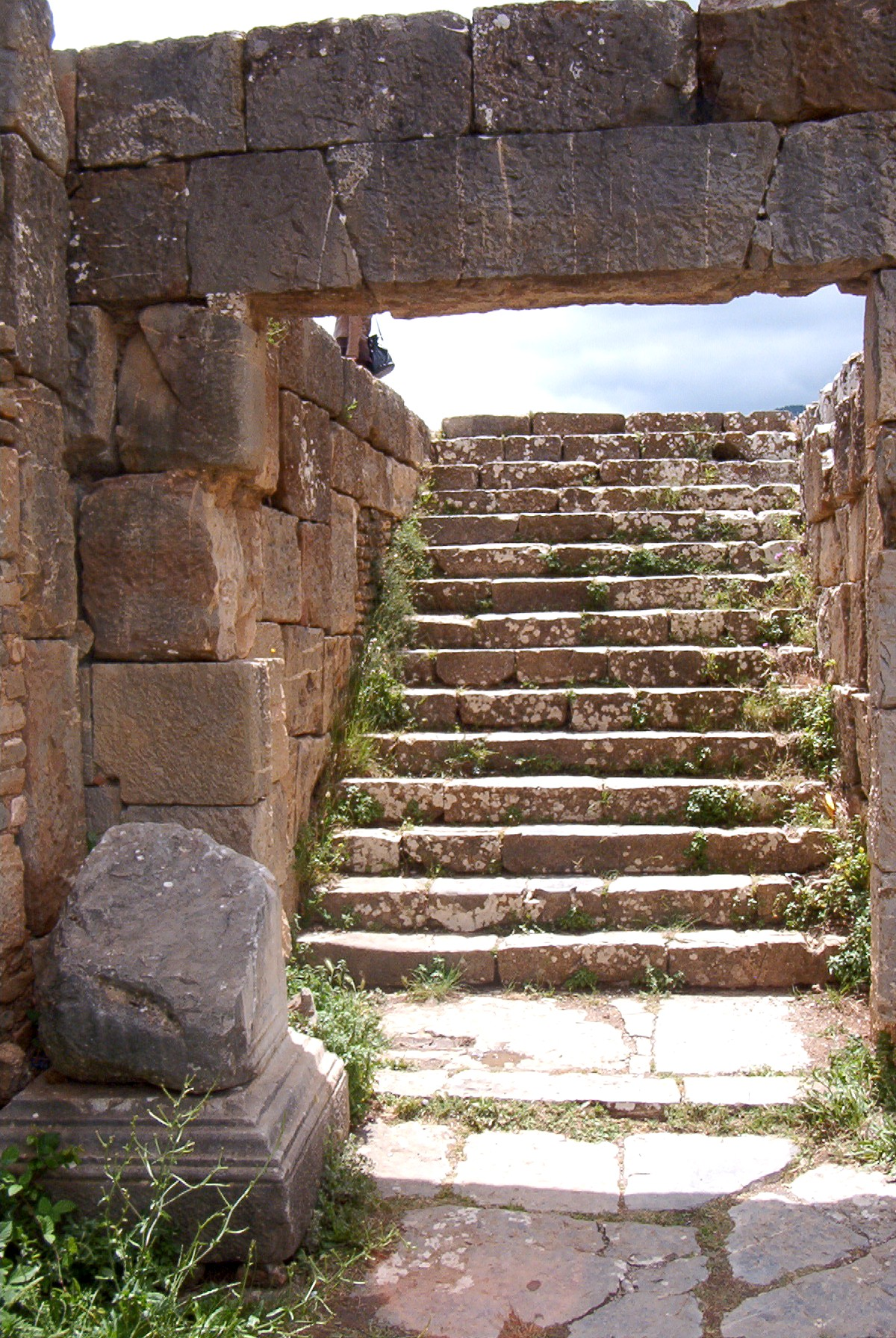
L'escalier qui mène du marché à la basilique judiciaire.
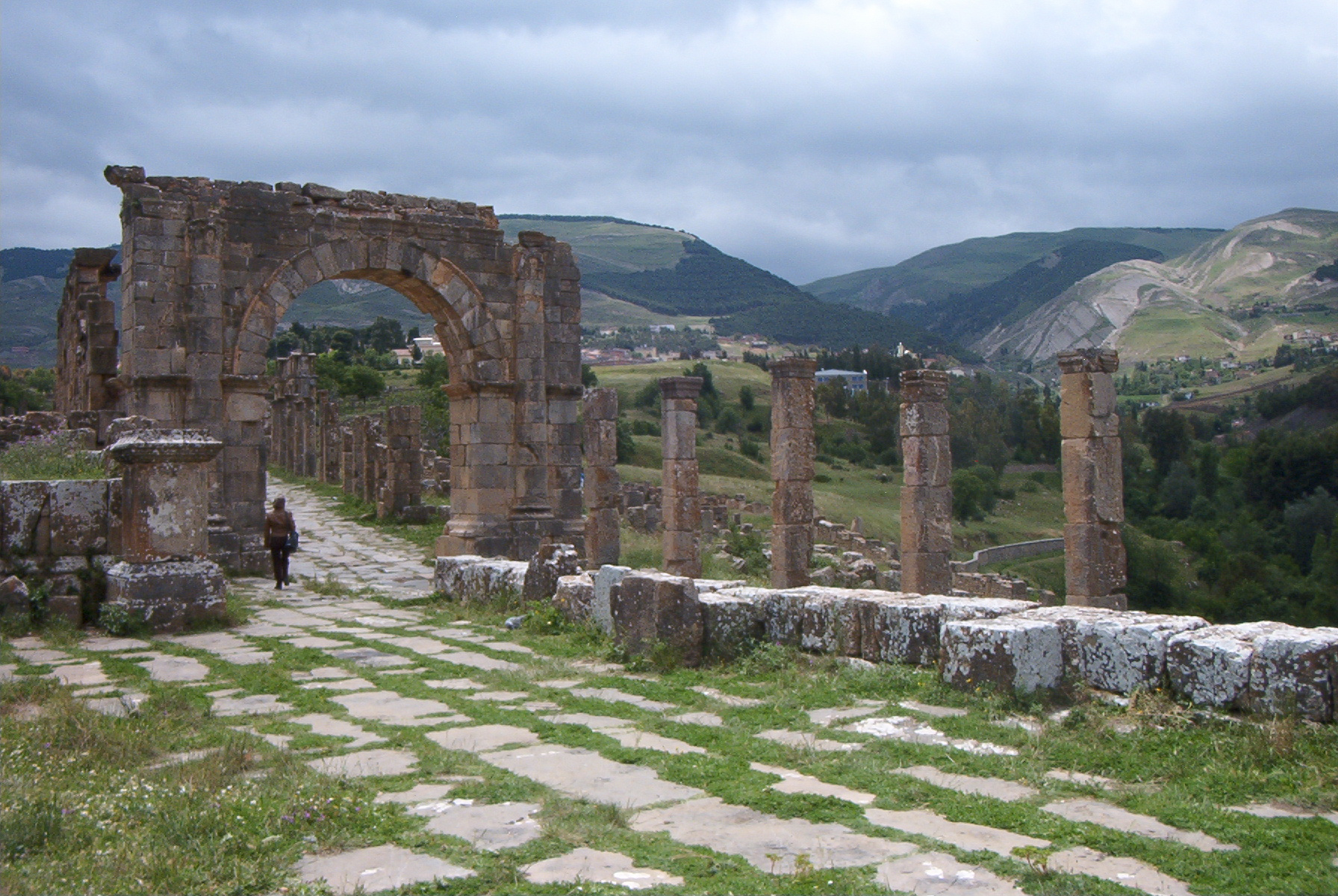
Le cardo depuis la basilique judiciaire.

#### La basilique judiciaire
La basilique judiciaire occupe la partie ouest du forum sur une superficie de 532 m2. Elle fut érigée en 169 sous le règne de l'empereur Lucius Verus. Elle servait de palais de justice et de bourse de commerce.

#### Le temple de Venus Genetrix
Ce sanctuaire est dédié à Vénus, déesse de l'amour et la beauté. César introduisit Vénus Génitrice, déesse de la maternité et du foyer. Le temple a conservé ses colonnes de granite.

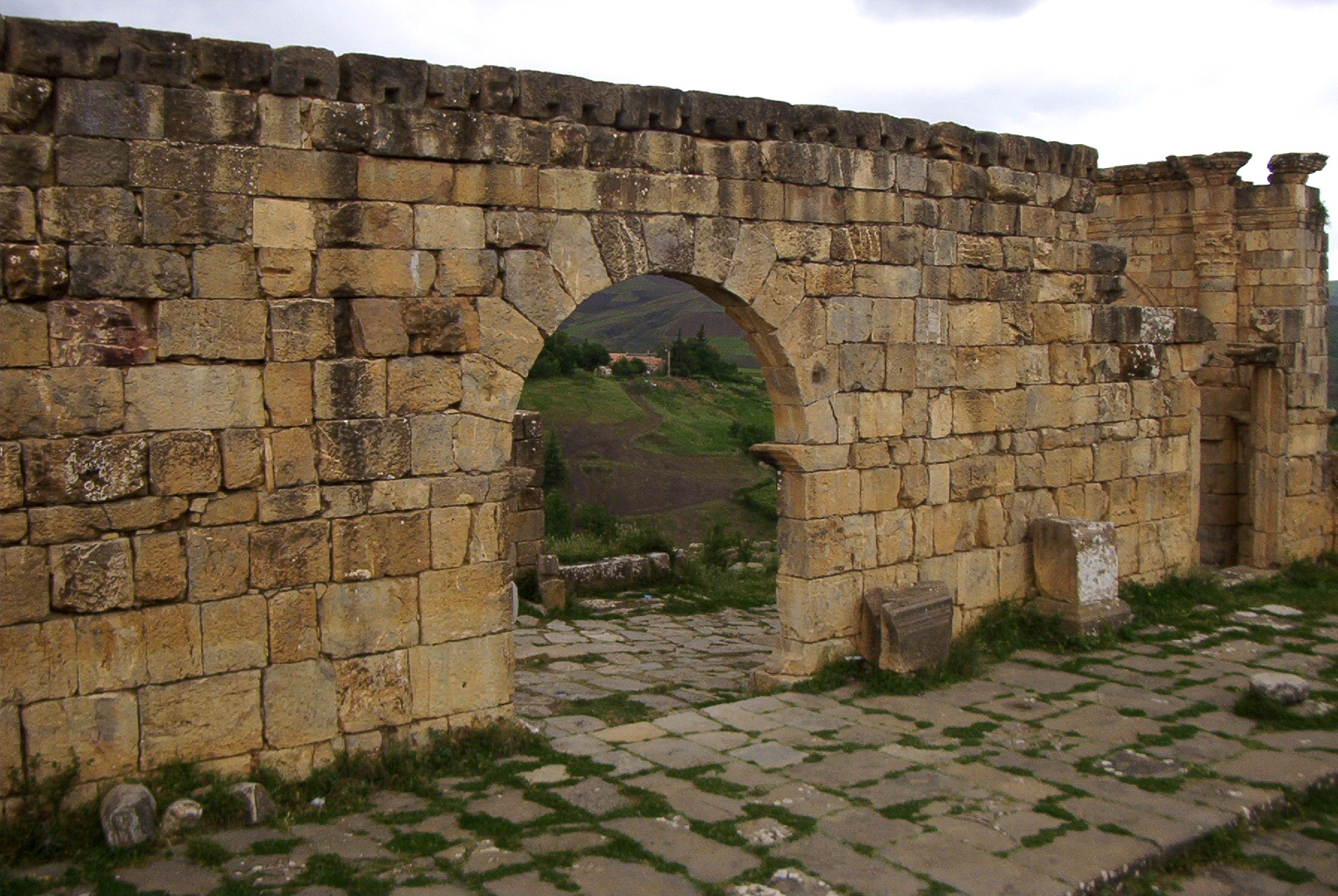
L'entrée du sanctuaire.
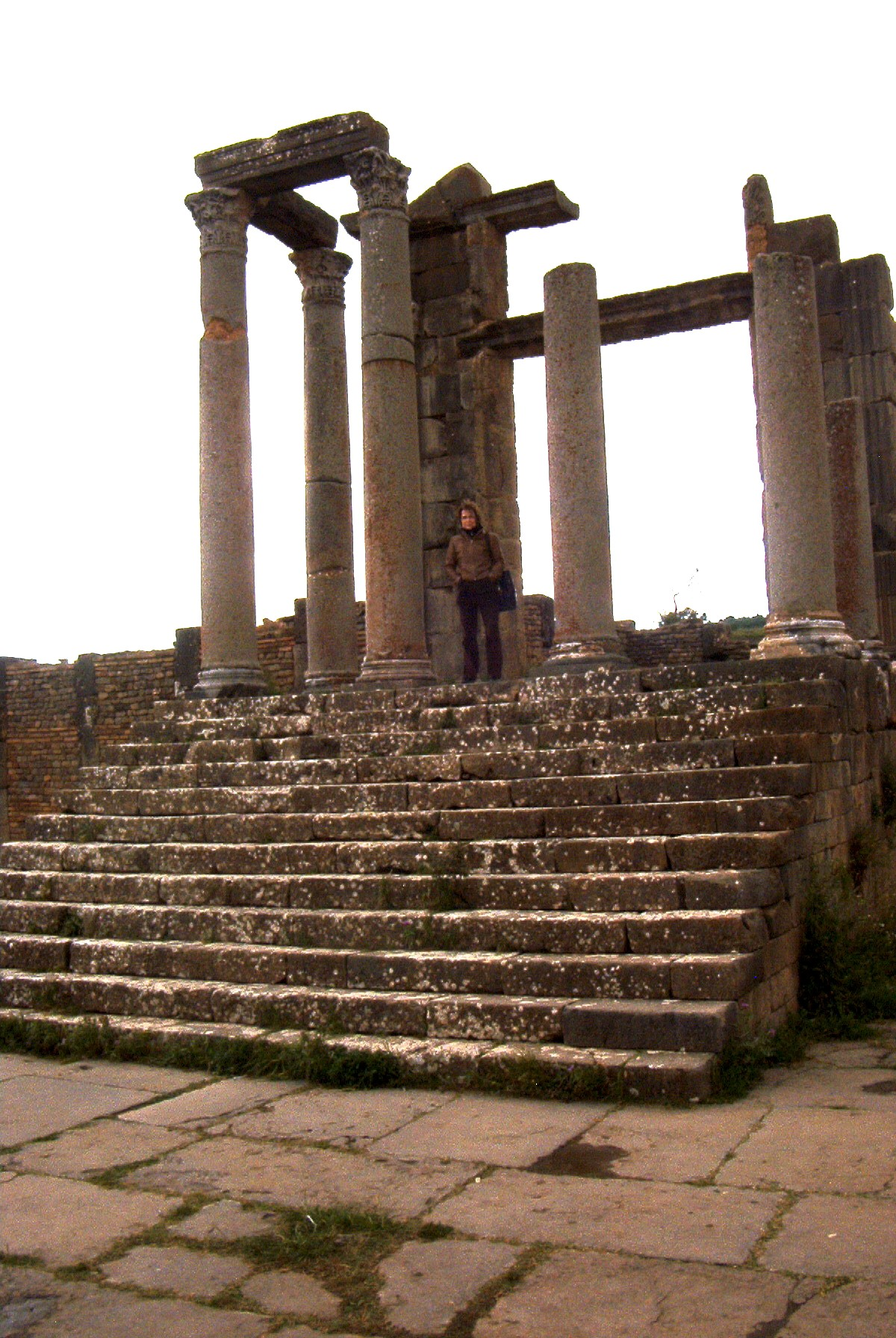
Le temple de Vénus.

#### Les habitations
Des vestiges tels que des mosaïques, des colonnades, des piscines et fontaines témoignent de la richesse de certaines demeures qui possédaient salles de réception et latrines privées. La maison d'Europe, la maison de l'Âne vainqueur, la maison de Castorius en sont les exemples les plus remarquables.

### La ville nouvelle
La nouvelle cité s'est développée au-delà des remparts sud détruits, au voisinage du théâtre et des grands thermes qui datent d'une époque antérieure. Elle possède tous les attributs d'une ville romaine.

#### La place des Sévères
Au centre géographique de Cuicul, le nouveau forum (ou place des Sévères) sépare les anciens quartiers des nouveaux. C'est une vaste esplanade en pente de 3 200 m2, aménagée à la fin du IIe siècle et au début du IIIe siècle, dominée à l'ouest par l'arc de Caracalla et à l'est par le temple Septimien.
La place des Sévères est le point de départ de cinq rues. Les deux rues situées au nord traversent la vieille ville, la troisième rue passe sous l'arc de Caracalla, rejoint la route de Sétif et la quatrième mène au théâtre. La cinquième rue prolonge le cardo, traverse la place et conduit vers les thermes et le quartier chrétien.
Sur cette place se trouvaient de nombreux édifices publics et religieux. De part et d'autre de l'arc s'élèvent le perron d'un temple, qui a pu servir de tribune aux harangues, et les restes d'un château d'eau ; un peu en arrière, une vaste salle avec abside, le marché aux étoffes et une salle de latrines publiques. Mitoyenne au temple Septimien, une basilique judiciaire a remplacé à la fin du IVe siècle un temple de Frugifer Saturne.
Au nord subsiste un alignement de colonnade, seul vestige des portiques disposés des deux côtés de la place.

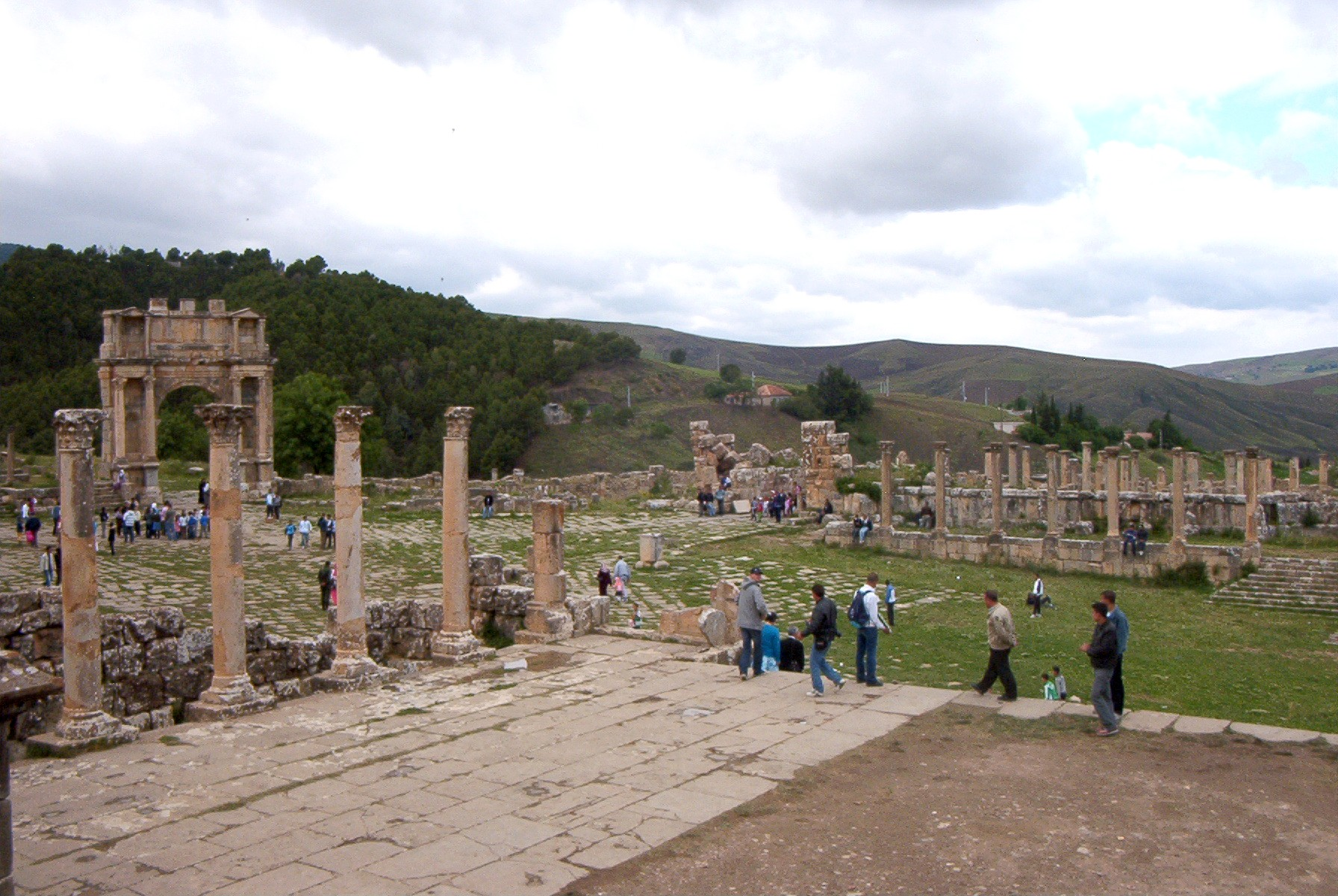
La place, vue depuis le temple Septimien.
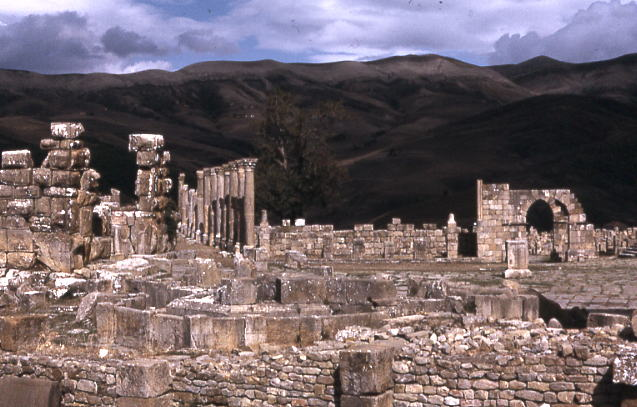
À gauche, porte sud du cardo et, en face, la rue du théâtre.
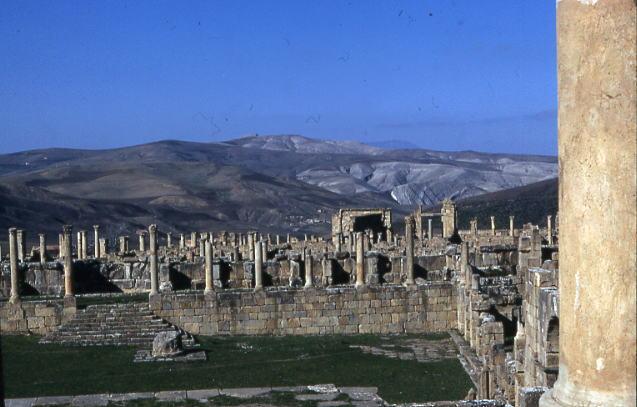
Quart nord-est de la place.
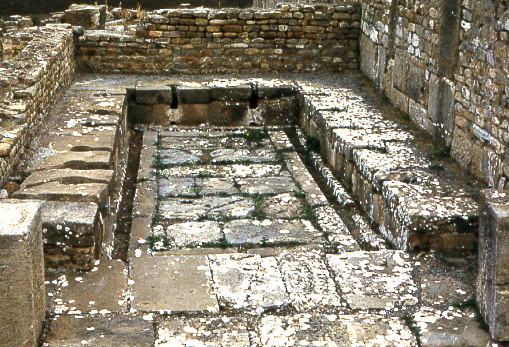
Toilettes publiques romaines.

#### Arc de Caracalla
L'arc de triomphe fut érigé en 216, en l'honneur de l'empereur Caracalla, de sa mère Julia Domna et de son père défunt Septime Sévère. Au-dessus d'une inscription dédicatoire, sur le fronton, les trois socles supportaient leurs statues. D'autres statues occupaient les niches à colonnettes. Construit à l'entrée de la route de Sétif, cet édifice de 12,5 mètres de haut livre accès à la place des Sévères.
En 1839, le duc d'Orléans, de passage à Djemila avec un corps expéditionnaire, le vit et conçut le projet de le faire transporter à Paris pour l'ériger sur une place, avec l'inscription « L'Armée d'Afrique à la France ». Après sa mort, en 1842, alors que le transfert était prêt, le projet fut abandonné.

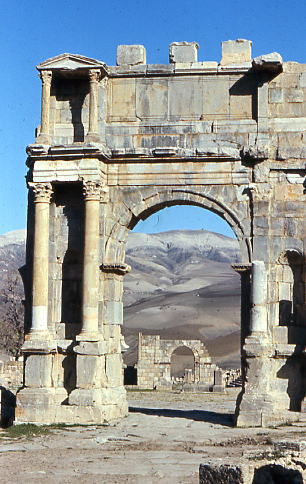
Vue ouest de l'Arc de Caracalla.
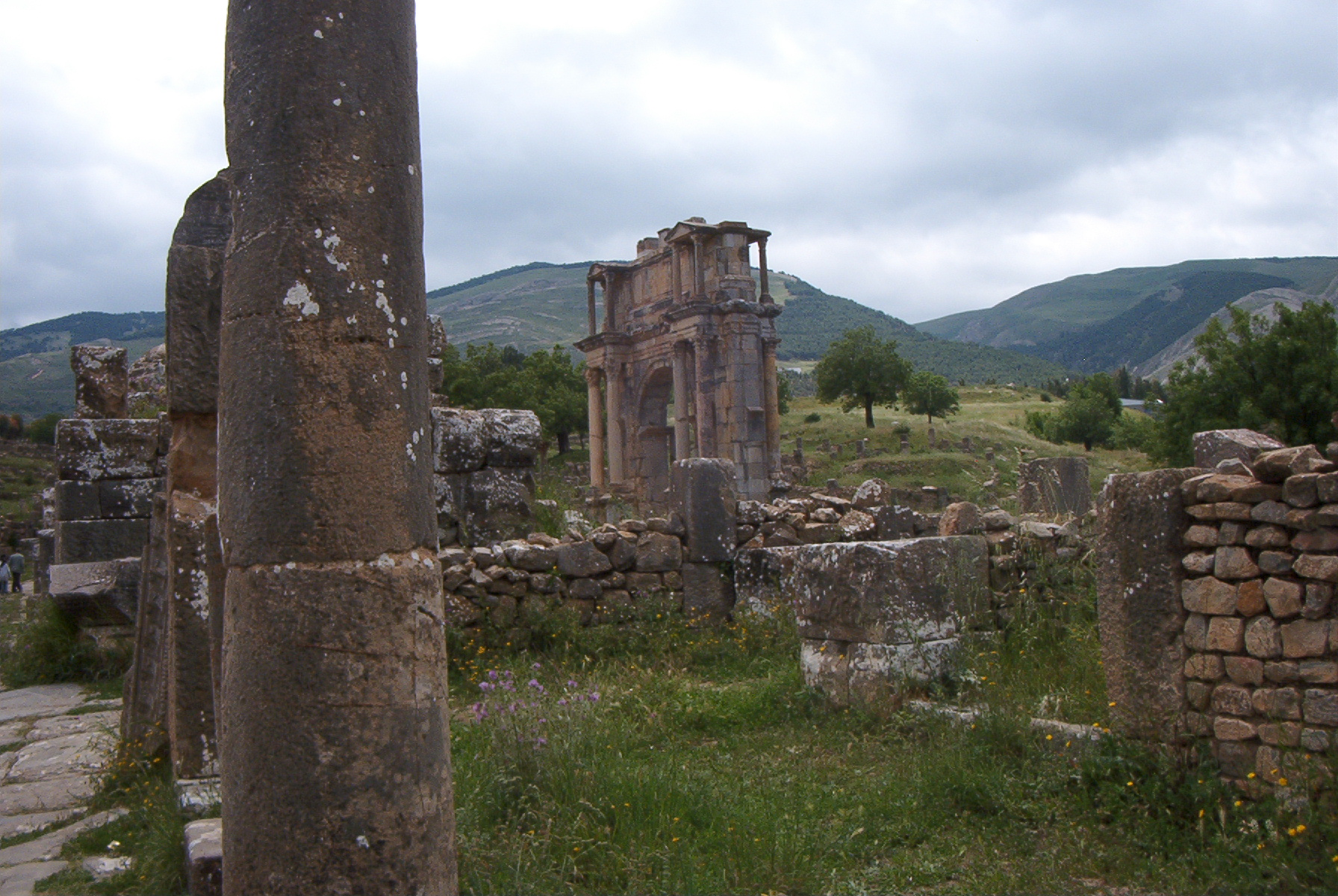
Arc de Caracalla. Vue du cardo.
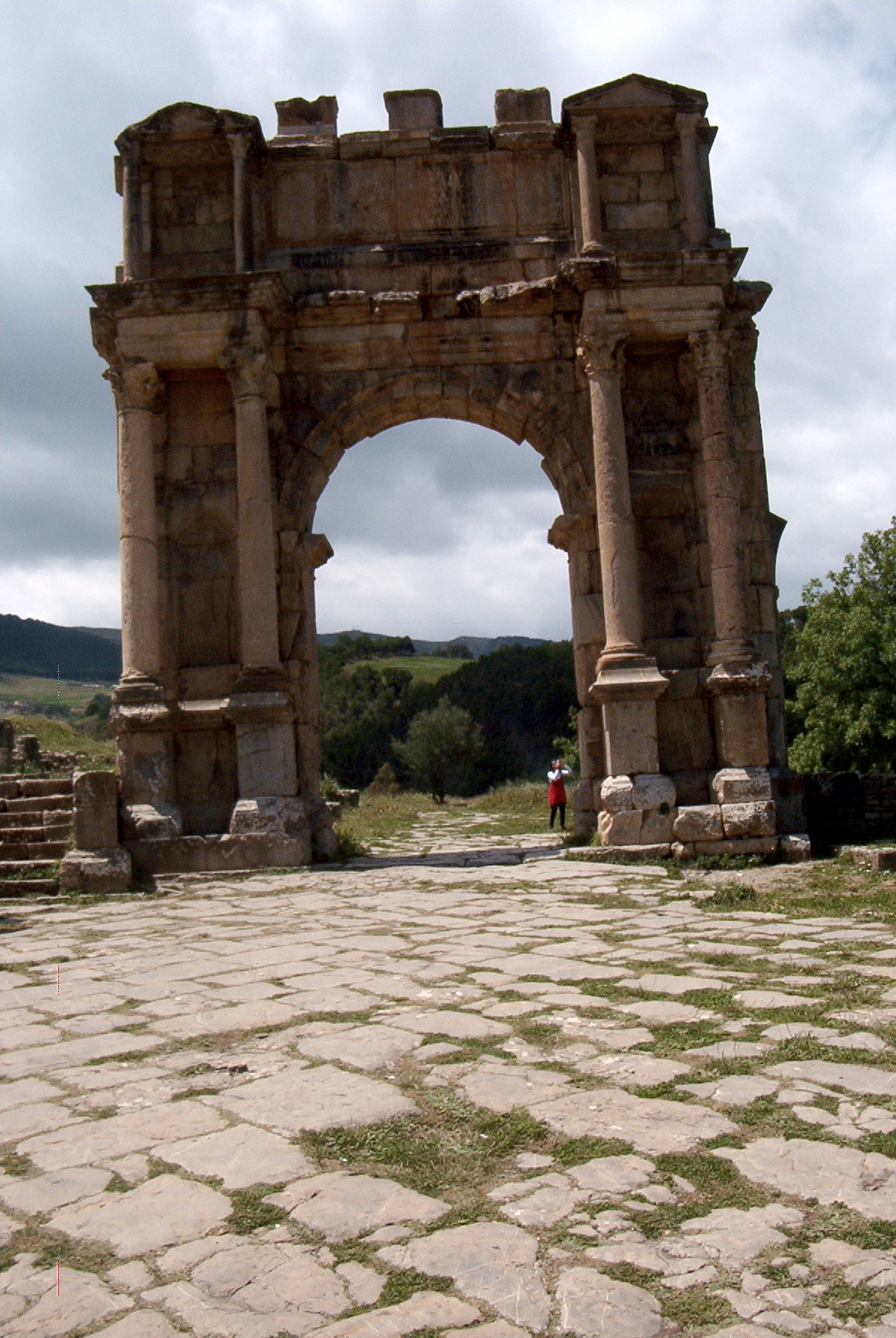
Vue est de l'Arc de Caracalla.

#### Temple Septimien
Le temple Septimien, qui domine la plus grande partie de la ville, a été dédié en 229, sous le règne de Sévère Alexandre, à la Gens Septimania, famille nord-africaine originaire de Leptis Magna, qui arriva au pouvoir avec Septime Sévère, en 193.
Le temple, situé à l'angle sud-est de la place des Sévères, est assis sur une plate-forme flanquée de colonnades à laquelle on accède par un escalier de seize marches. Cette esplanade supporte un second podium ou soubassement de l'édifice qui comprend un nouvel escalier et une façade de colonnes corinthiennes de plus de 10 mètres de haut. La porte par laquelle on accède à l'intérieur du temple a un cadre rectangulaire à moulures, inscrit dans une arche ouverte ; elle était ornée des effigies de Septime Sévère et Julia Domna.

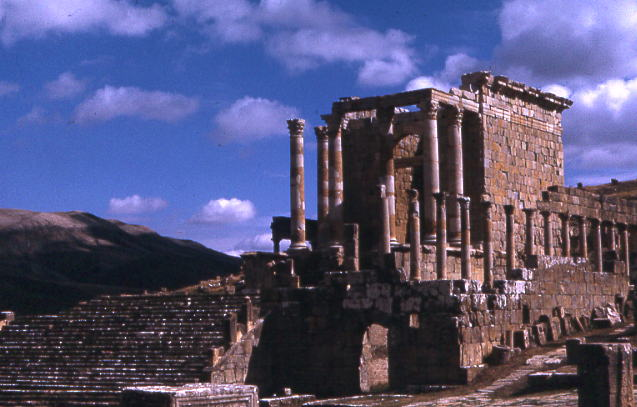
Temple Septimien.
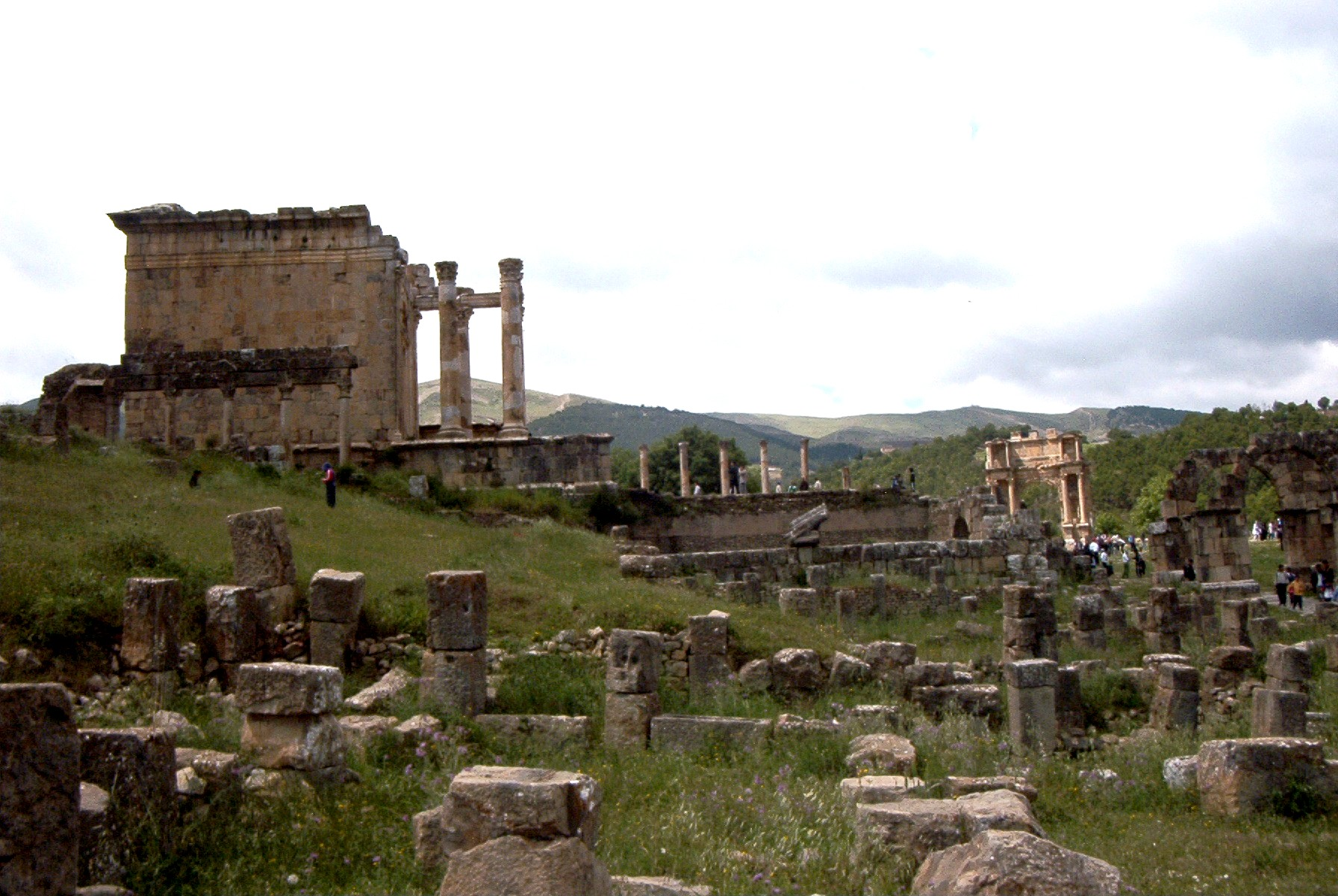
Temple Septimien, vu de l'est.
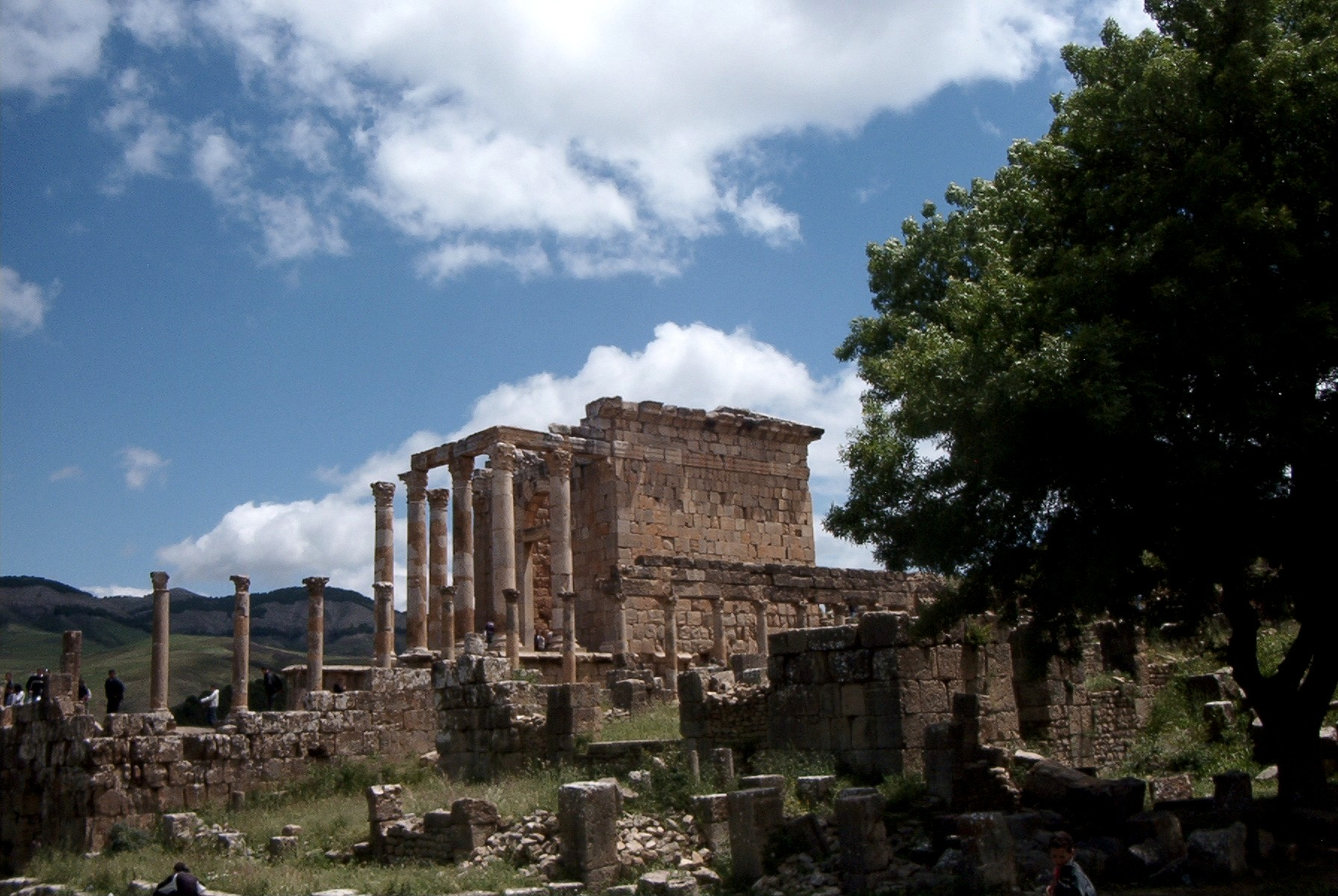
Temple Septimien et vestiges d'une basilique judiciaire, vus de la place.
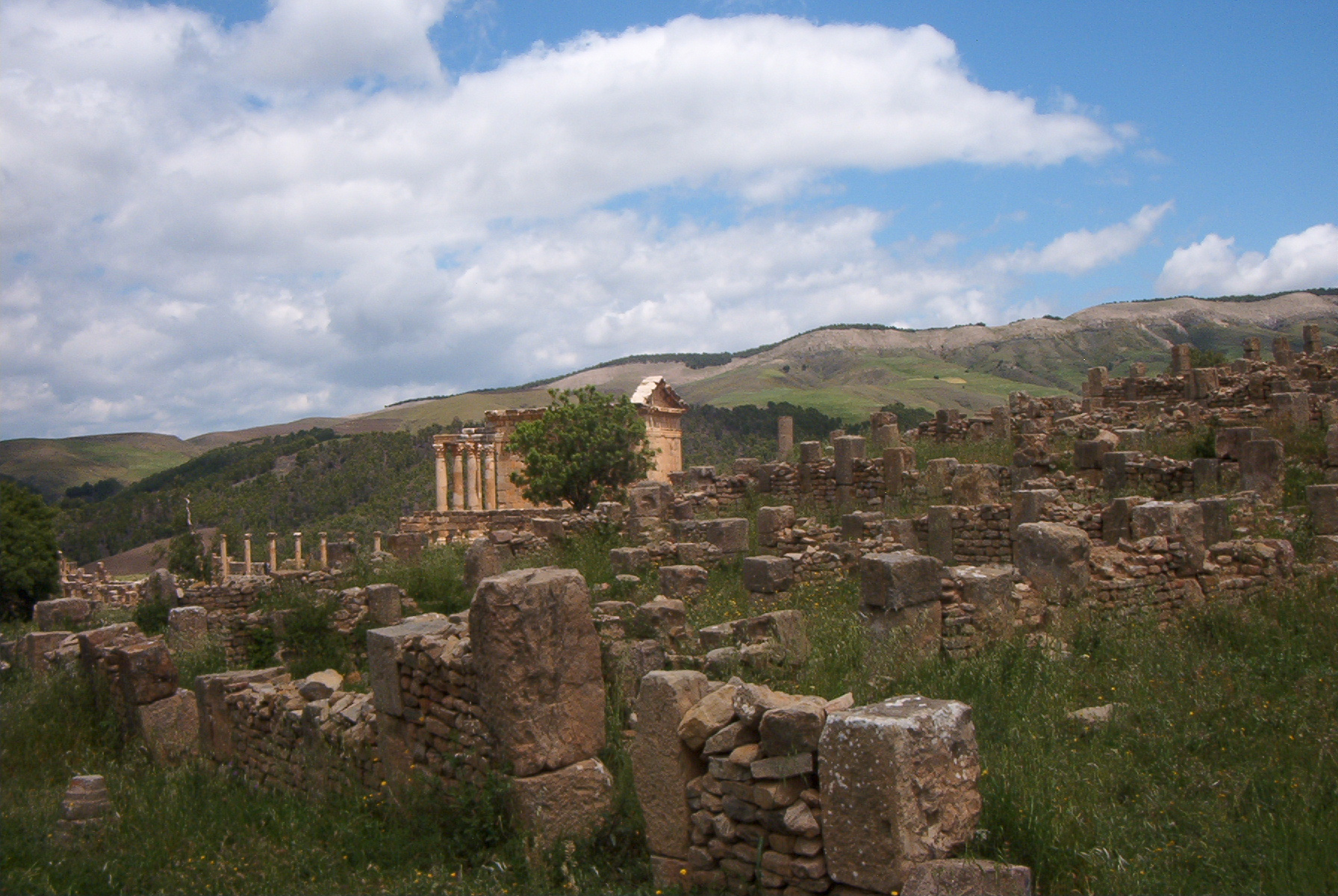
Les quartiers sud et le temple Septimien.

#### Théâtre
Le théâtre fut érigé en 161, sous le règne de Marc Aurèle et Lucius Verus, par Caius Julius Crescens et Caius Julius Didius Crescentianus, deux notables Cuiculitains. Bâti à l'extrémité orientale de la ville, il est adossé à la colline sur laquelle s'est développé par la suite le quartier chrétien. On y accède par un chemin qui contourne la colline à sa base et qui s'ouvre sur la place des Sévères par une arche à double baie.
Ses gradins sont disposés en demi-cercle autour de l'orchestre et devant la scène. Il pouvait accueillir 3 000 spectateurs qui accédaient aux gradins grâce à un réseau de galeries couvertes (vomitorium). La scène est large et basse. Le décor se compose d'un mur orné de colonnades, de niches et de statues.

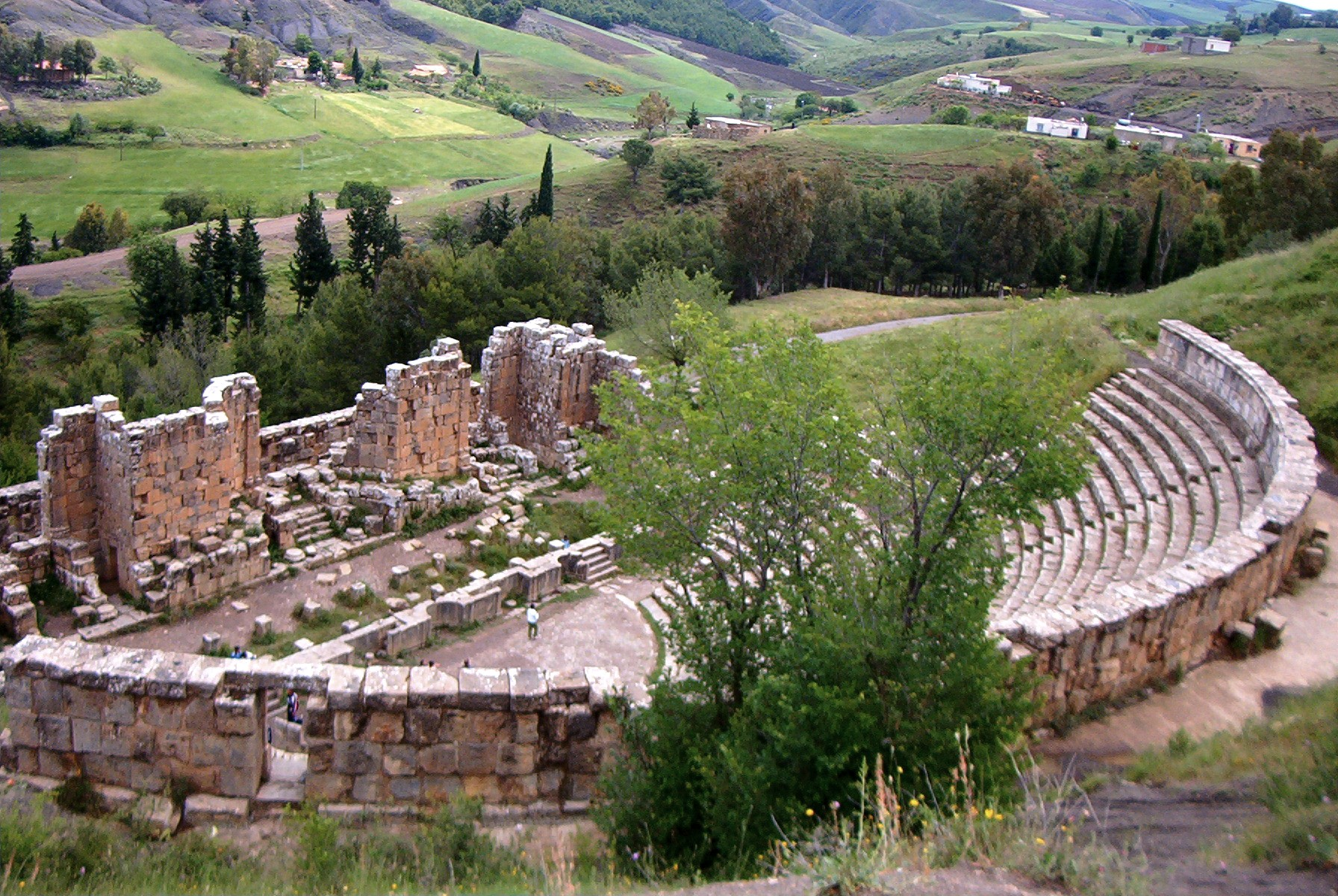
Le théâtre et les alentours.
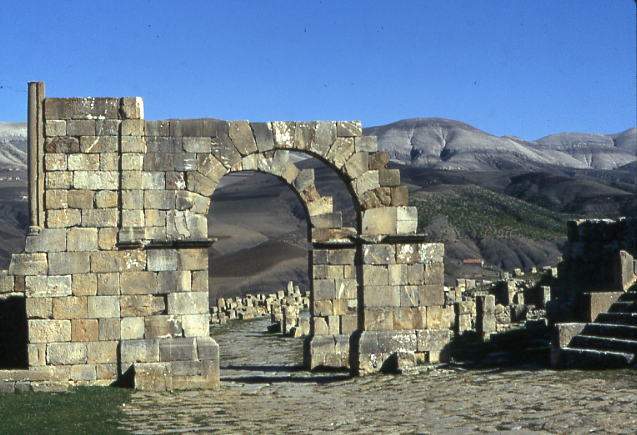
Porte est et entrée de la rue du théâtre.
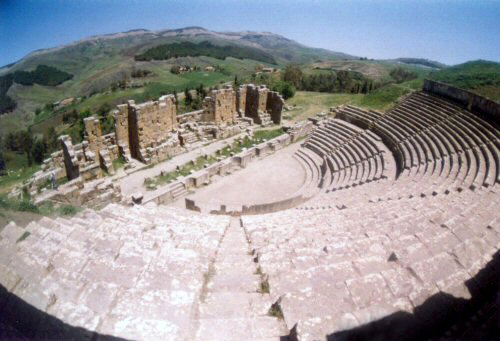
Théâtre romain.
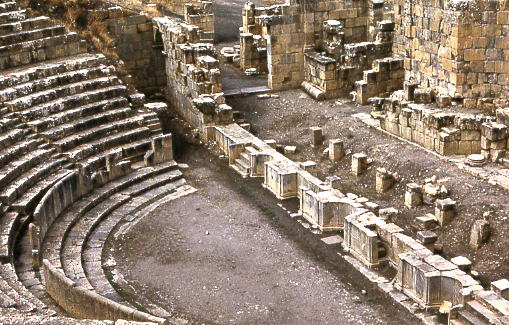
Théâtre romain.

#### La fontaine conique

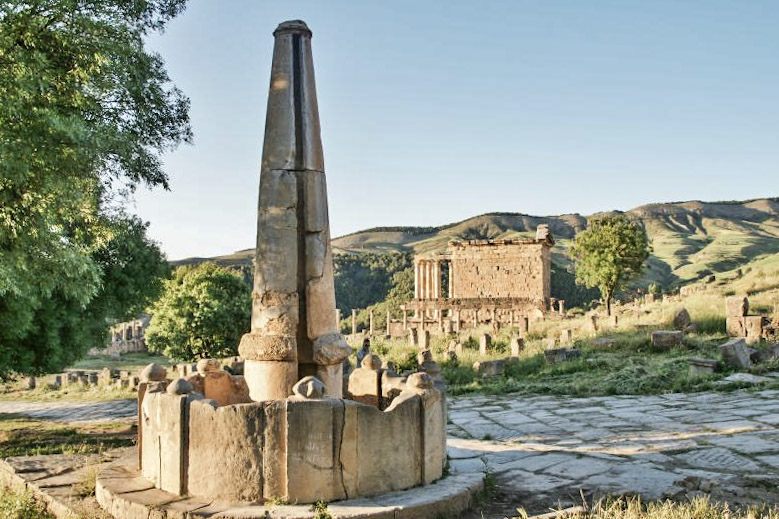
La fontaine conique et sa saignée verticale pour loger la colonne montante.

La fontaine conique est située dans la grande rue des nouveaux quartiers, prolongement du cardo maximus, à proximité immédiate des thermes. C'est un remarquable monolithe conique qui occupe le centre d'un bassin circulaire ; l'eau était amenée au sommet par une conduite logée dans une saignée verticale que l'on peut distinguer en faisant le tour de la structure. Cette fontaine est du même type que la Meta Sudans qui se dressait à proximité du Colisée de Rome.

#### Les grands thermes
Construits en 183 sous le règne de l'empereur Commode, les grands thermes couvrent une superficie de 2 600 m2. Les différentes salles – vestiaires (apodyterium), gymnase, étuve sèche (laconicum), étuve humide (sudatorium), bain chaud (caldarium), bain tiède (tepidarium), bain froid (frigidarium) – sont distribuées selon un plan symétrique.
Les murs revêtus de marbre et le sol recouvert de mosaïques étaient chauffés à l'aide d'un système d'hypocauste. La vapeur d'eau provenant d'une salle attenante où l'on chauffait le combustible (praefurnium) était évacuée dans l'épaisseur des murs. L'une des salles chauffées possède encore en partie les doubles parois nécessaires à la distribution d'air chaud. Le bâtiment continue au nord par une grande terrasse dallée qui offre un vaste panorama sur la ville.

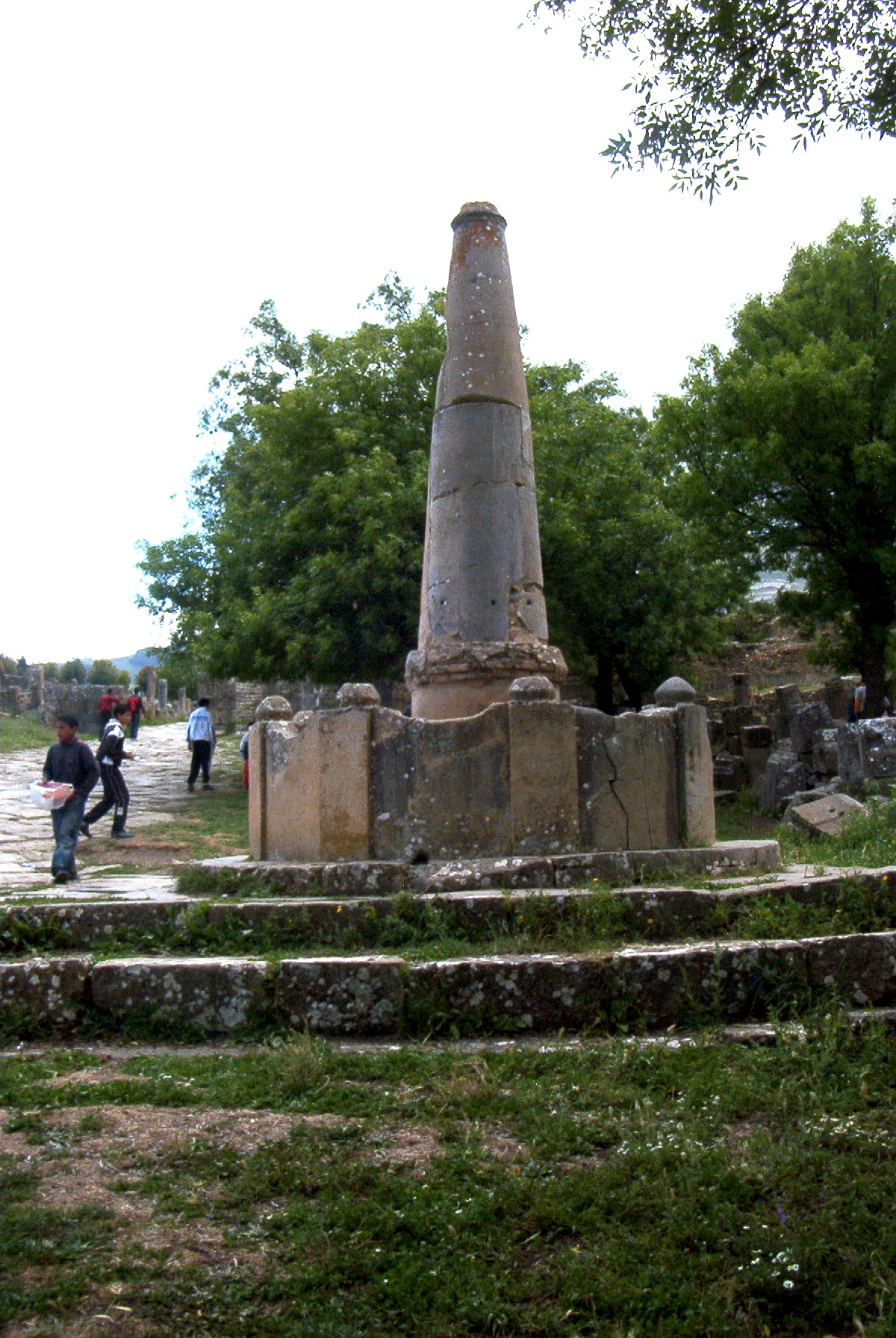
Fontaine conique.
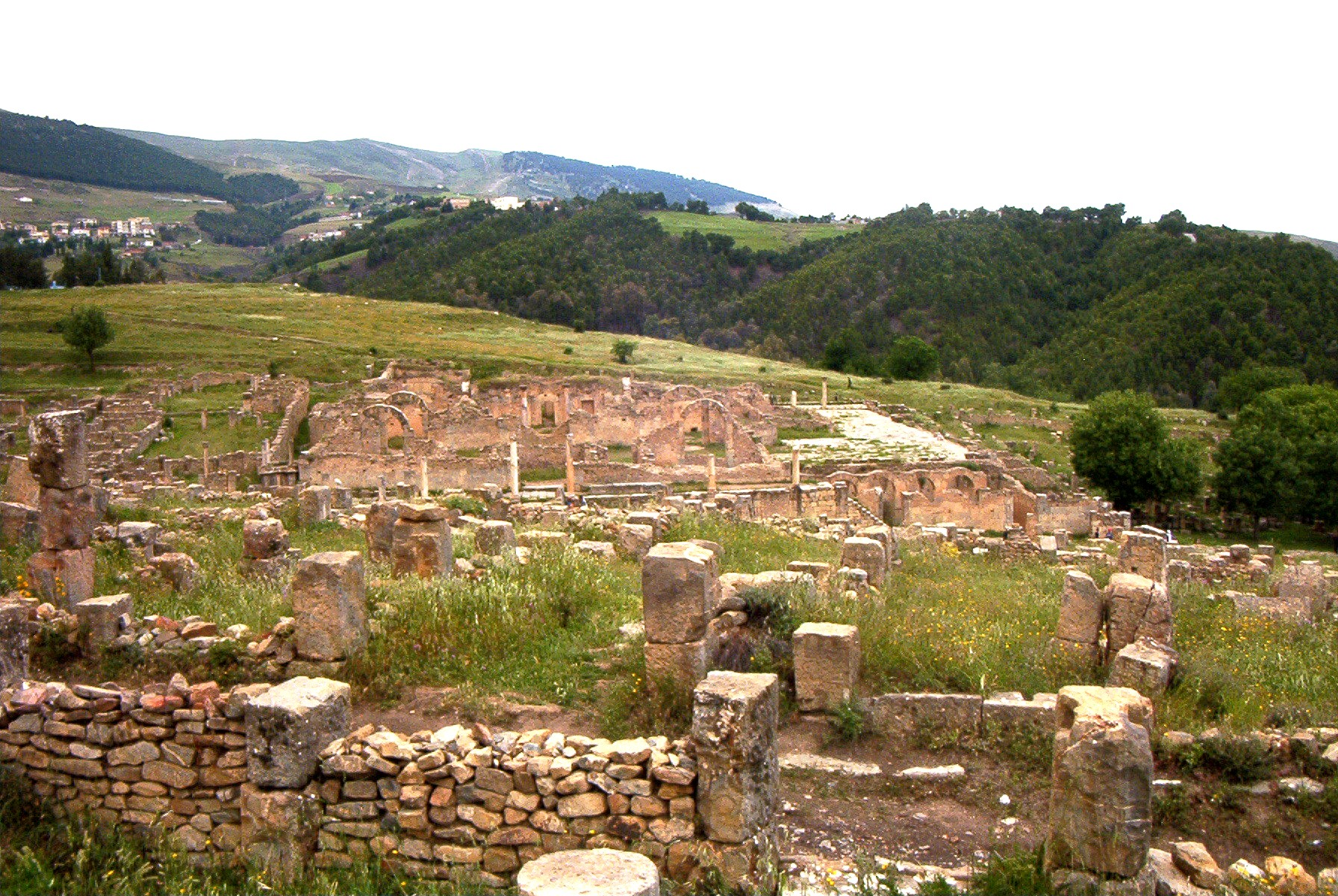
Les thermes, vus du baptistère.
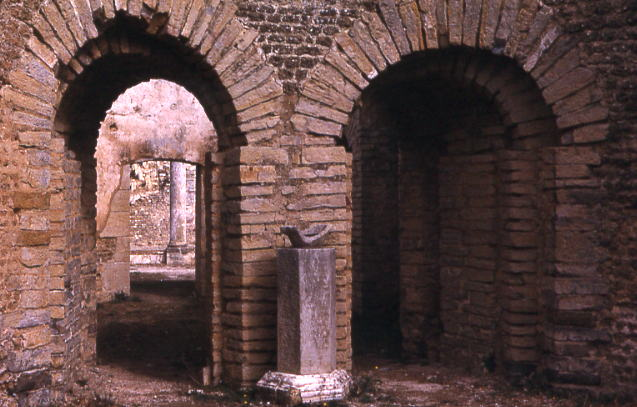
Thermes (vue partielle).
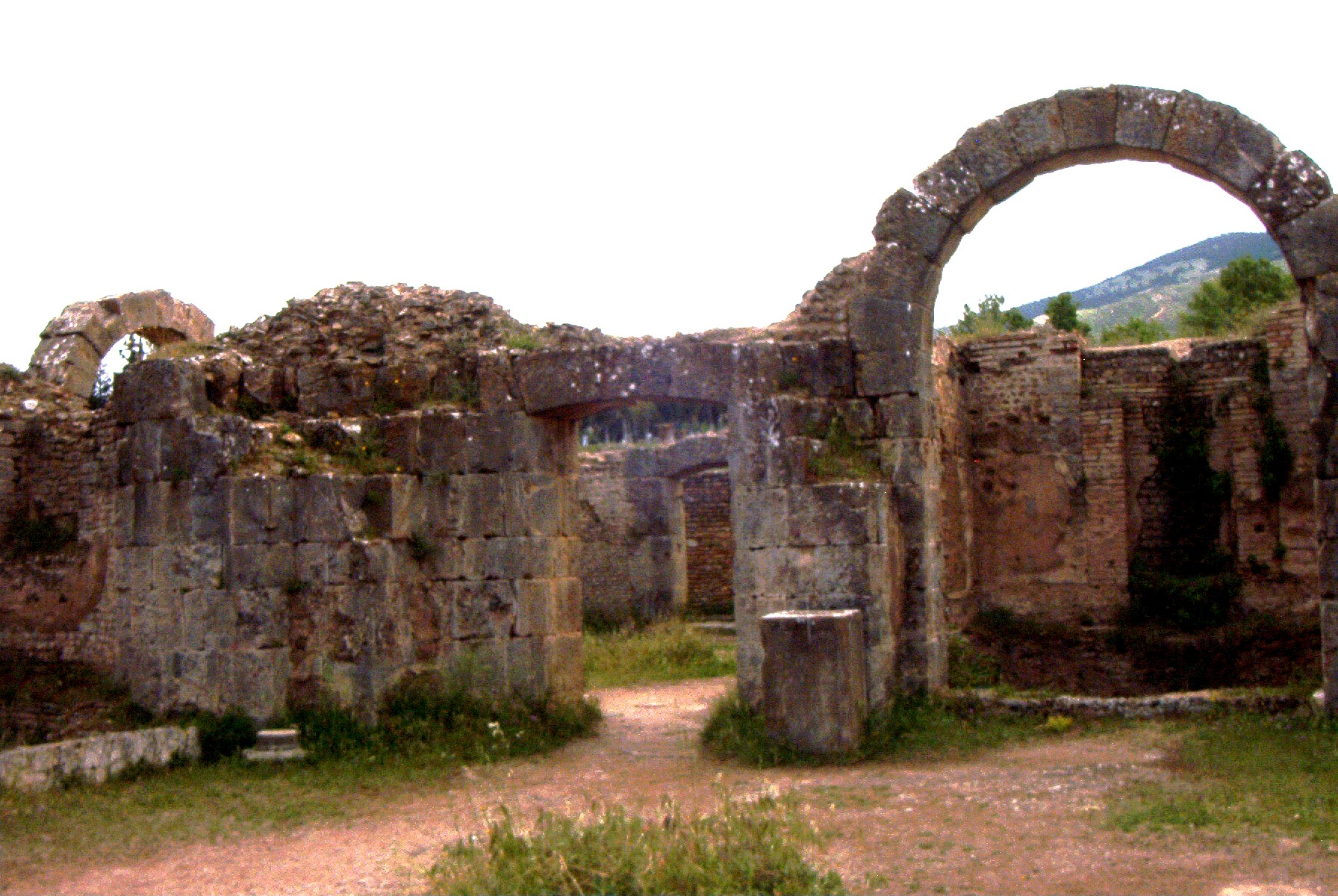
Thermes (vue partielle).

#### La maison de Bacchus
La maison de Bacchus couvre une superficie d'environ 7 000 m2. Elle se compose de deux salles à absides et de plusieurs péristyles et jardins où pouvaient se réunir diverses sociétés, notamment les adorateurs de Bacchus.

### Le quartier chrétien
La période chrétienne (IVe siècle) a laissé des monuments d'un grand intérêt : deux églises à cryptes toutes pavées de mosaïques, un riche bestiaire et des inscriptions, une petite chapelle, un baptistère en forme de rotonde accompagné de bains, un vaste ensemble de loisirs et des locaux dont une partie a dû servir au logement du clergé. Une inscription indique que la ville est restée sous l'autorité romaine jusqu'en 476.

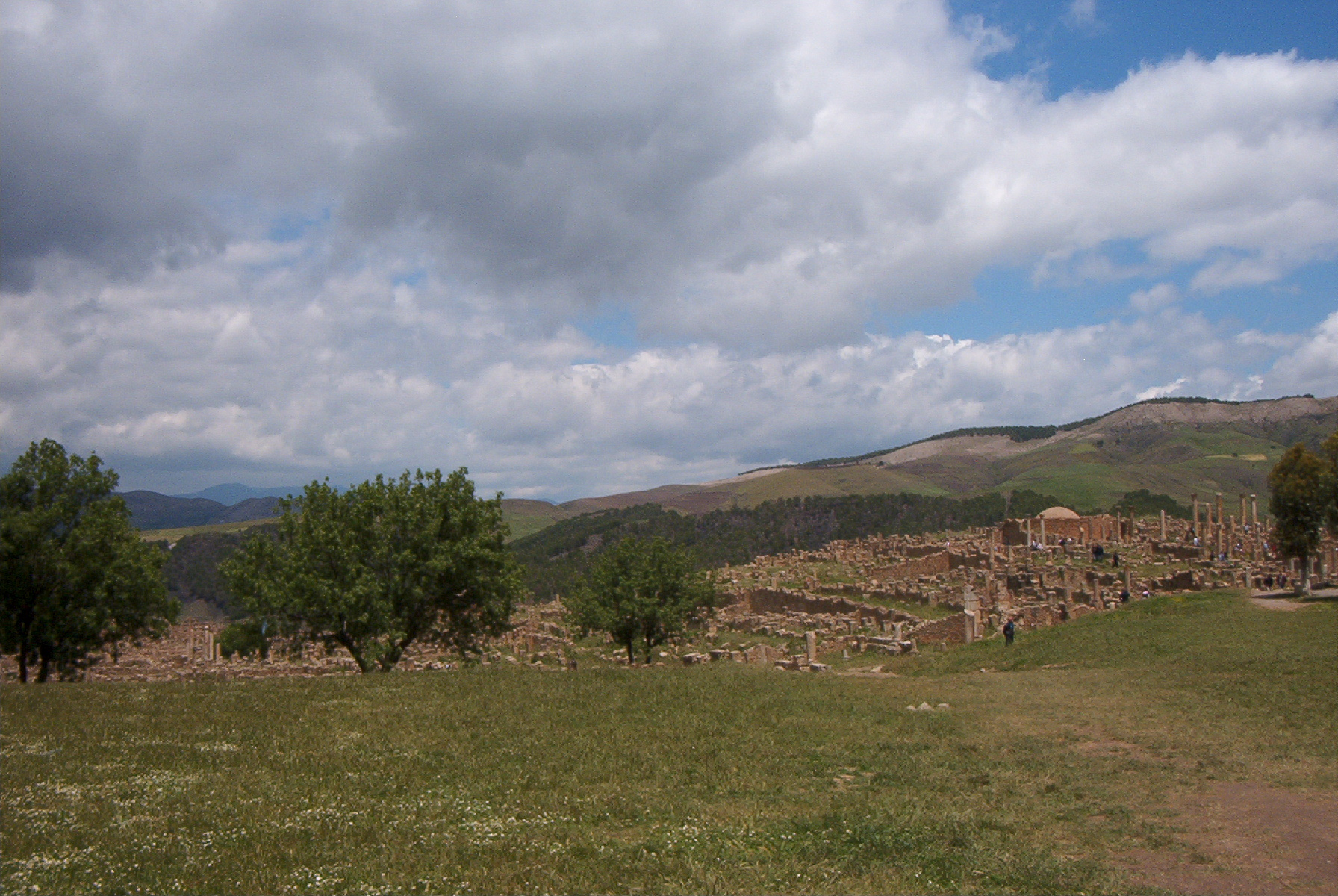
Le quartier chrétien.
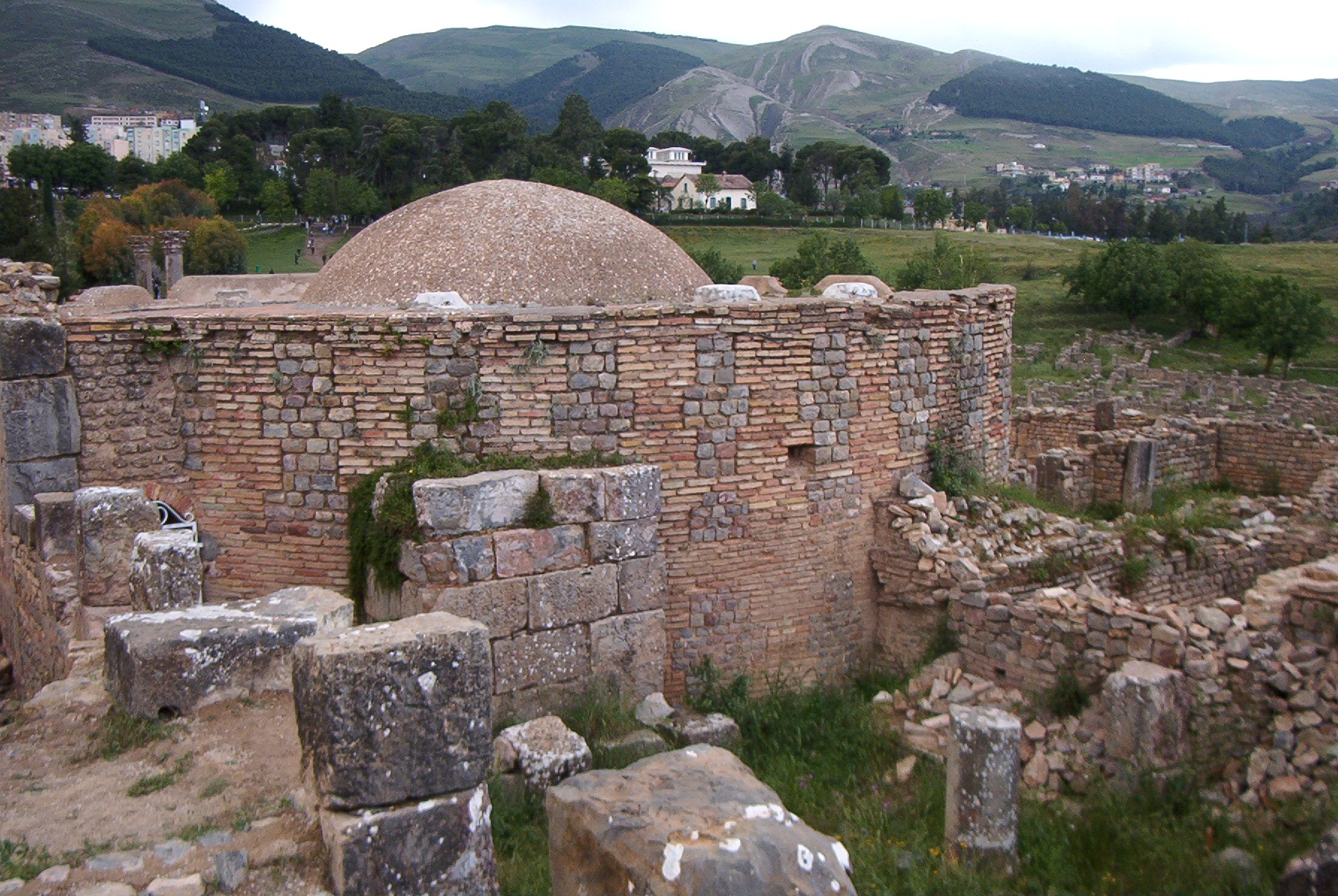
Le baptistère et le musée en arrière-plan.

## Musée de Djemila
Le musée de Djemila est situé à l'entrée du parc. Il abrite les pièces archéologiques découvertes sur le site. Il regroupe une collection unique, par le nombre et la variété, de mosaïques d'une rare fraîcheur de coloris, représentant des sujets mythologiques, comme celle du sanctuaire de Bacchus (28 m2), inspirée de la légende de Dionysos.
Le musée est composé d'un jardin, d'une cour et de trois salles couvertes. Le jardin conserve des chapiteaux, colonnes, stèles votives ou funéraires, et inscriptions diverses. Dans la cour sont exposées des mosaïques et des sculptures, dont les têtes de Septime Sévère et de Julia Domna.
Les salles présentent aux murs et au sol d'immenses mosaïques qui ornaient les demeures et les édifices de Cuicul : la toilette de Vénus, l'âne vainqueur, l'Enlèvement d'Europe par Jupiter métamorphosé en taureau, des scènes de culte de Dionysos, un bestaire, l'enlèvement d'Hylas par les nymphes, la scène de la grande chasse.

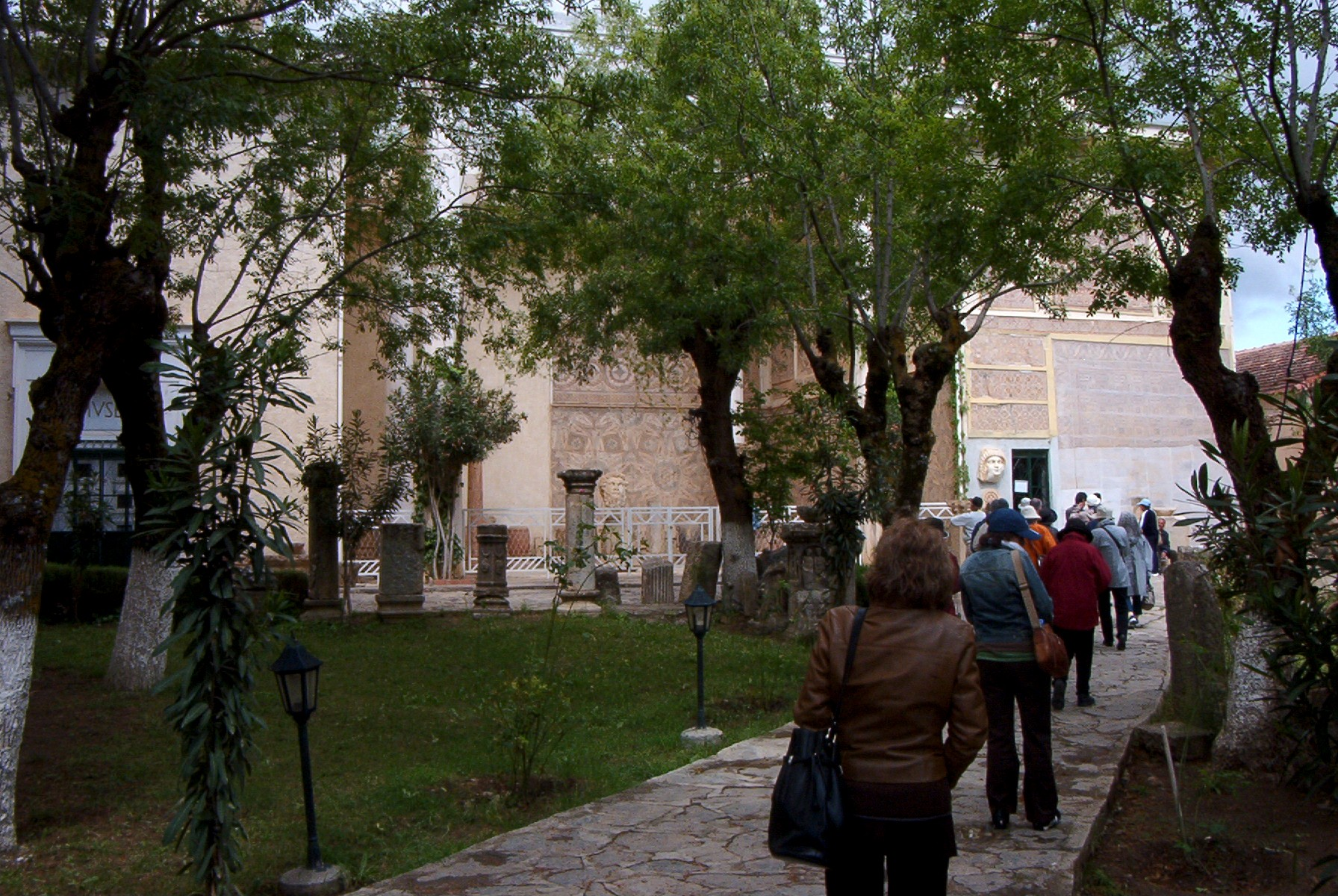
Statues de Septime Sévère et Julia Domna.
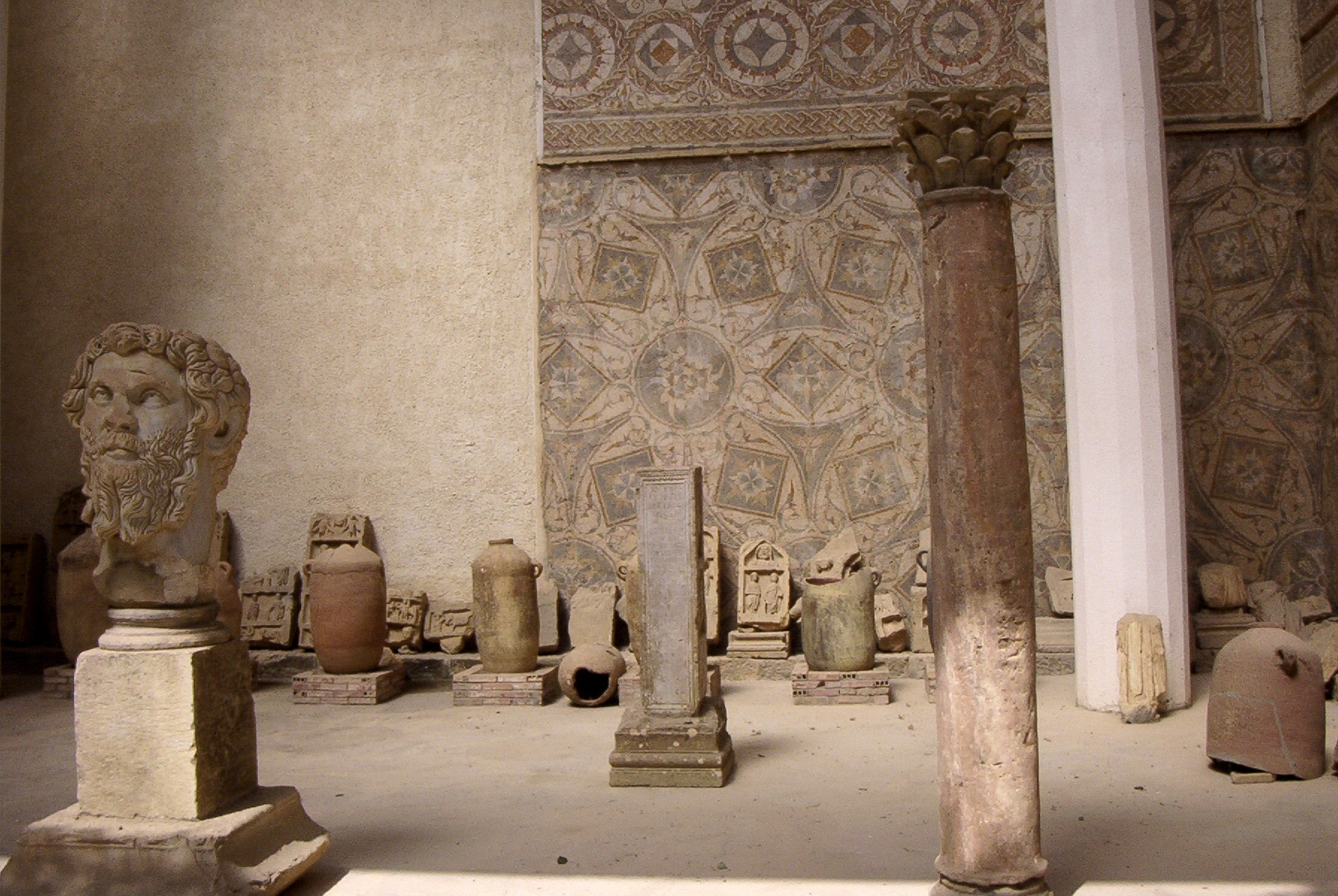
Cour du musée : tête monumentale de Septime Sévère.
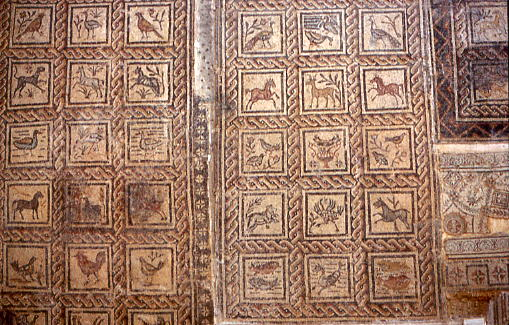
Mosaïque romaine, le bestiaire.

## Personnalités originaires de Cuicul
Un certain nombre de personnages importants de l'administration romaine sont tenus pour originaires de Cuicul, on peut mentionner
- Lucius Alfenus Senecio, gouverneur de Britannia de 205 à 207 ;
- Gaius Valerius Pudens (en), gouverneur de Britannia ;
- Claudius Subatianus Aquila, gouverneur de Mésopotamie puis d'Égypte ;
- Claudius Subatianus Proculus, gouverneur de Numidie en 208.

## Citation
« Il est des lieux où meurt l'esprit pour que naisse une vérité qui est sa négation même. (…) Il faut beaucoup de temps pour aller à Djemila. Ce n'est pas une ville où l'on s'arrête et que l'on dépasse. C'est un lieu d'où l'on revient. La ville morte est au terme d'une longue route en lacets qui semble la promettre à chacun de ses tournants et paraît d'autant plus longue. Lorsque surgit enfin sur un plateau aux couleurs éteintes, enfoncé entre de hautes montagnes, son squelette jaunâtre comme une forêt d'ossements, Djemila figure alors le symbole de cette leçon d'amour et de patience qui peut seule nous conduire au cœur battant du monde. »
— Albert Camus, Noces (1939), Le vent à Djemila

## L'actualité
Chaque année est organisé à Djemila un festival international de la chanson arabe, place des Sévères, qui en est, en 2011, à sa septième édition. En raison des dégradations causées au site, le festival se tiendra, à compter de 2012, sur un terrain extérieur jouxtant le musée.